# Liste der Stolpersteine in Darmstadt
In der Liste der Stolpersteine in Darmstadt werden jene Gedenksteine aufgeführt, die im Rahmen des Projektes Stolpersteine des Künstlers Gunter Demnig auf dem Gebiet der Stadt Darmstadt verlegt wurden. Die Lage der Stolpersteine in Darmstadt ist auf dem Stadtatlas der Stadt Darmstadt ersichtlich (Stolpersteine rechts anklicken).

## Verlegte Stolpersteine
| Adresse                                | Name                                 | Inschrift | Verlegedatum  | Bild | Anmerkung |
| -------------------------------------- | ------------------------------------ | --- | ------------- | ---- | --- |
| Adelungstraße 8 (Standort)             | Betty Mainzer                        | Hier wohnte Betty Mainzer Jg. 1898 deportiert 1942 Piaski ermordet | 25.10.2021    |      | |
| Adelungstraße 13 (Standort)            | Elisabeth Spies                      | Hier wohnte Elisabeth Spies geb. Sternfels Jg. 1888 gedemütigt/entrechtet Flucht in den Tod 25.3.1942 | 13.9.2018     |      | |
| Adelungstraße 13 (Standort)            | Simon Spies                          | Hier wohnte Simon Spies Jg. 1877 gedemütigt/entrechtet Flucht in den Tod 25.3.1942 | 13.9.2018     |      | |
| Adelungstraße 46 (Standort)            | Arthur Sender                        | Hier wohnte Arthur Sender Jg. 1922 deportiert 1942 Piaski ermordet | 26. Okt. 2017 |      | Zur Lebensgeschichte siehe im verfügbaren PDF |
| Adelungstraße 46 (Standort)            | Ida Sender                           | Hier wohnte Ida Sender geb. Beifuss Jg. 1890 deportiert 1942 Piaski ermordet | 26. Okt. 2017 |      | Zur Lebensgeschichte siehe im verfügbaren PDF |
| Adelungstraße 46 (Standort)            | Siegfried Sender                     | Hier wohnte Siegfried Sender Jg. 1926 deportiert 1942 Piaski ermordet | 26. Okt. 2017 |      | Zur Lebensgeschichte siehe im verfügbaren PDF |
| Adelungstraße 48 (Standort)            | Hedwig Adler                         | Hier wohnte Hedwig Adler geb. Reinhardt Jg. 1880 deportiert 1942 Piaski ermordet | 29.5.2014     |      | |
| Adelungstraße 48 (Standort)            | Margarete Adler                      | Hier wohnte Margarete Adler Jg. 1905 deportiert 1942 Piaski ermordet | 29.5.2014     |      | |
| Adelungstraße 49 (Standort)            | Salomon Lichtenstein                 | Hier wohnte Salomon Lichtenstein Jg. 1877 deportiert 1943 Auschwitz ermordet 9.7.1943 | 29. Mai 2014  |      | Zur Lebensgeschichte siehe im verfügbaren PDF |
| Alexanderstraße 2 (Standort)           | Jenny Jeidels                        | Hier wohnte Jenny Jeidels geb. Stamm Jg. 1870 Flucht 1933 Holland interniert Westerbork deportiert 1943 Sobibor ermordet 13.3.1943 | 16.4.2015     |      | |
| Alexanderstraße 11 (Standort)          | Ludwig Landau                        | Hier wohnte Ludwig Landau Jg. 1871 deportiert 1942 Theresienstadt ermordet 3.3.1944 | 24. März 2022 |      | |
| Alexanderstraße 11 (Standort)          | Sitti Landau                         | Hier wohnte Sitti Landau Jg. 1905 deportiert 1942 Piaski ermordet | 24. März 2022 |      | |
| Alexanderstraße 11 (Standort)          | Sophie Landau                        | Hier wohnte Sophie Landau geb. Scheuer Jg. 1862 deportiert 1942 Theresienstadt ermordet 11.1.1943 | 24. März 2022 |      | |
| Alicenstraße 12 (Standort)             | Klara Joseph                         | Hier wohnte Klara Joseph geb. Neu Jg. 1891 deportiert 1942 Piaski ermordet | 26.8.2013     |      | |
| Alicenstraße 20 (Standort)             | Anna Maria Behrendt                  | Hier wohnte Anna Maria Behrendt geb. Kaufmann Jg. 1898 deportiert 1943 Auschwitz ermordet 15.7.1943 | 26.8.2013     |      | |
| Alicenstraße 20 (Standort)             | Jenny Oppenheimer                    | Hier wohnte Jenny Oppenheimer Jg. 1889 deportiert 1942 Piaski ermordet 1942 | 26.8.2013     |      | |
| Alicenstraße 20 (Standort)             | Joseph Kaufmann                      | Hier wohnte Joseph Kaufmann Jg. 1892 deportiert 1942 Piaski ermordet 20.6.1942 Majdanek | 16.10.2015    |      | |
| Alicenstraße 26 (Standort)             | Moritz Sander                        | Hier wohnte Moritz Sander Jg. 1859 deportiert 1942 Theresienstadt ermordet 21.11.1942 | 16.10.2015    |      | |
| Am Erlenberg 30 (Standort)             | Eugenie Sölling                      | Hier wohnte Eugenie Sölling geb. Friedländer Jg. 1862 deportiert 1943 Theresienstadt ermordet 18.3.1945 | 24.10.2019    |      | |
| Annastraße 22 (Standort)               | Max Ullmann                          | Hier wohnte Max Ullmann Jg. 1877 deportiert 1942 Piaski ermordet | 16.11.2012    |      | |
| Annastraße 22 (Standort)               | Bruno Hess                           | Hier wohnte Bruno Hess Jg. 1896 verhaftet 1940 Gefängnis Darmstadt 1941 Dachau ermordet 3.5.1941 | 16.11.2012    |      | |
| Beckstraße 74 (Standort)               | Anna Muskat                          | Hier wohnte Anna Muskat geb. Benjamin Jg. 1869 deportiert 1942 Theresienstadt ermordet 13.5.1943 | 16.11.2012    |      | |
| Bessunger Straße 47 (Standort)         | Siegfried Gans                       | Hier wohnte Siegfried Gans Jg. 1890 Zwangsarbeit 1939/1940 'Schutzhaft' 1941 Dachau Groß-Rosen ermordet 11.12.1941 | 24.10.2019    |      | |
| Bismarckstraße 21 (Standort)           | Ludwig Kaplan                        | Hier wohnte Ludwig Kaplan Jg. 1875 deportiert 1942 Theresienstadt ermordet 3.9.1943 | 13.9.2018     |      | |
| Bismarckstraße 21 (Standort)           | Ida Kaplan                           | Hier wohnte Ida Kaplan geb. Lauber Jg. 1877 deportiert 1942 Theresienstadt befreit | 13.9.2018     |      | |
| Bismarckstraße 56 (Standort)           | Hermann Felix Lehmann                | Hier wohnte Felix Lehmann Jg. 1889 Flucht 1939 Holland interniert Westerbork deportiert 1942 Auschwitz ermordet 31.8.1942 | 22. März 2012 |      | |
| Bismarckstraße 56 (Standort)           | Flora Lehmann                        | Hier wohnte Flora Lehmann geb. Salomon Jg. 1894 Flucht 1939 Holland interniert Westerbork deportiert 1942 Auschwitz ermordet 31.8.1942 | 22. März 2012 |      | |
| Bismarckstraße 56 (Standort)           | Hildegard Lehmann                    | Hier wohnte Hildegard Lehmann Jg. 1921 Flucht 1939 Holland interniert Westerbork deportiert 1942 Auschwitz ermordet 31.8.1942 | 22. März 2012 |      | |
| Bismarckstraße 56 (Standort)           | Gertrud Lehmann                      | Hier wohnte Gertrud Lehmann JG. 1924 Flucht 1939 Holland interniert Westerbork deportiert 1942 Auschwitz ermordet 18.9.1942 | 22. März 2012 |      | |
| Bleichstraße 2 (Standort)              | Sally David                          | Hier wohnte Sally David Jg. 1880 Flucht in den Tod 19.7.1940 | 6.4.2006      |      | |
| Bleichstraße 2 (Standort)              | Clara David                          | Hier wohnte Clara David geb. Rothschild Jg. 1884 deportiert 1942 besetztes Polen ??? | 6.4.2006      |      | |
| Bleichstraße 2 (Standort)              | Nathan David                         | Hier wohnte Nathan David Jg. 1869 Flucht in den Tod 16.9.1942 | 6.4.2006      |      | |
| Bleichstraße 2 (Standort)              | Lea David                            | Hier wohnte Lea David geb. Sonn Jg. 1867 deportiert 1942 Theresienstadt tot 16.10.1942 | 6.4.2006      |      | |
| Bleichstraße 2 (Standort)              | Bella David                          | Hier wohnte Bella David Jg. 1894 deportiert 1942 besetztes Polen ??? | 6.4.2006      |      | |
| Bleichstraße 2 (Standort)              | Else David                           | Hier wohnte Else David Jg. 1896 deportiert 1942 besetztes Polen ??? | 6.4.2006      |      | |
| Bleichstraße 2 (Standort)              | Regina Fanstein                      | Hier wohnte Regina Fanstein geb. Jacob Jg. 1885 deportiert ermordet in Auschwitz | 6.4.2006      |      | |
| Bleichstraße 15 (Standort)             | Anita Frank                          | Hier wohnte Anita Frank Jg. 1926 deportiert 1942 Piaski ermordet | 26.8.2013     |      | |
| Bleichstraße 33 (Standort)             | Gustav Fleischhacker                 | Hier wohnte Gustav Fleischhacker Jg. 1907 deportiert 1942 Richtung Osten ermordet | 24. Jan. 2009 |      | |
| Bleichstraße 33 (Standort)             | Johanna Fleischhacker                | Hier wohnte Johanna Fleischhacker geb. Fuchs Jg. 1911 deportiert 1942 Richtung Osten ermordet | 24. Jan. 2009 |      | |
| Bleichstraße 33 (Standort)             | Werner Fleischhacker                 | Hier wohnte Werner Fleischhacker Jg. 1936 deportiert 1942 Richtung Osten ermordet | 24. Jan. 2009 |      | |
| Bleichstraße 40 (Standort)             | Sophie Hofmann                       | Hier wohnte Sophie Hofmann geb. Heyum Jg. 1869 deportiert 1942 Theresienstadt ermordet 23.1.1943 | 18. Juni 2024 |      | |
| Bleichstraße 40 (Standort)             | Lina Marx                            | Hier wohnte Lina Marx geb. Reichenberg verw. Hess Jg. 1882 deportiert 1942 Piaski ermordet | 18. Juni 2024 |      | |
| Bleichstraße 40 (Standort)             | Siegfried Hofmann                    | Hier wohnte Siegfried Hofmann Jg. 1900 gedemütigt/entrechtet Flucht in den Tod 27. Okt. 1941 | 18. Juni 2024 |      | |
| Bleichstraße 40 (Standort)             | Fanny Frieda Lehmann                 | Hier wohnte Fanny Frieda Lehmann geb. Rosenthal Jg. 1886 deportiert 1942 Piaski ermordet | 18. Juni 2024 |      | |
| Dieburger Straße 36 (Standort)         | Georg Fröba                          | Hier wohnte Georg Fröba Jg. 1896 im Widerstand/KPD verhaftet 1933–1935 Osthofen, Hameln 1943 Gefängnis Frankfurt Todesurteil 6.9.1944 hingerichtet 27.10.1944 Zuchthaus Frankfurt | 16.4.2015     |      | |
| Döngesborngasse (Standort)             | Moses Kahn                           | Hier wohnte Moses Kahn Jg. 1894 deportiert 1942 Ghetto Piaski ermordet | 22. Okt. 2024 |      | |
| Döngesborngasse (Standort)             | Paula Kahn                           | Hier wohnte Paula Kahn geb. Levi verw. Kussel Jg. 1911 deportiert 1942 Ghetto Piaski ermordet | 22. Okt. 2024 |      | |
| Döngesborngasse (Standort)             | Bernhard Kussel                      | Hier wohnte Bernhard Kussel Jg. 1934 deportiert 1942 Ghetto Piaski ermordet | 22. Okt. 2024 |      | |
| Döngesborngasse (Standort)             | Emilie Wartensleben                  | Hier wohnte Emilie Wartensleben Jg. 1869 deportiert 1942 Theresienstadt ermordet 26.2.1943 | 22. Okt. 2024 |      | |
| Döngesborngasse (Standort)             | Paul Robert Metzger                  | Hier wohnte Paul Robert Metzger Jg. 1874 deportiert 1943 Auschwitz ermordet 5.6.1943 | 22. Okt. 2024 |      | |
| Dr.-Karl-Heß-Platz (Standort)          | verfolgte Sportlerinnen und Sportler | 1933 bis 1945 jüdische und andere von den Nationalsozialisten verfolgte Sportlerinnen und Sportler in Darmstadt und Umgebung werden diskriminiert, aus ihren Vereinen ausgeschlossen, zur Flucht gezwungen viele deportiert und ermordet | 5. Feb. 2024  |      | |
| Eichbergstraße 9 (Standort)            | Betty Freund                         | Hier wohnte Betty Freund geb. Sundheimer Jg. 1875 Flucht 1939 USA | 13. Mai 2023  |      | |
| Eichbergstraße 11 (Standort)           | Dr. Karl Freund                      | Hier wohnte Dr. Karl Freund Jg. 1882 deportiert 1943 Auschwitz ermordet 25.8.1943 | 24. Jan. 2009 |      | |
| Eichbergstraße 16 (Standort)           | Auguste Goldberg                     | Hier wohnte Auguste Goldberg Jg. 1873 deportiert 1942 Theresienstadt ermordet 20.8.1943 | 24.10.2019    |      | |
| Eichbergstraße 28 (Standort)           | Marie Trier                          | Hier wohnte Marie Trier geb. Ornstein Jg. 1895 deportiert 1941 Richtung Osten ermordet | 24. Jan. 2009 |      | |
| Eichbergstraße 28 (Standort)           | Anneliese Trier                      | Hier wohnte Anneliese Trier Jg. 1920 deportiert 1941 Richtung Osten ermordet | 24. Jan. 2009 |      | |
| Elisabethenstraße 23 (Standort)        | Karl Frank                           | Hier wohnte Karl Frank Jg. 1885 deportiert tot 15.11.1942 im KT Groß-Rosen | 24.1.2009     |      | |
| Elisabethenstraße 28 (Standort)        | Mathilde Dornbusch                   | Hier wohnte Mathilde Dornbusch Jg. 1882 deportiert 1942 Richtung Osten ermordet | 24. Jan. 2009 |      | |
| Elisabethenstraße 28 (Standort)        | Johanna Dornbusch                    | Hier wohnte Johanna Dornbusch Jg. 1880 deportiert 1942 Richtung Osten ermordet | 24. Jan. 2009 |      | |
| Elisabethenstraße 45 (Standort)        | Justina Rothschild                   | Hier wohnte Justina Rothschild Jg. 1884 deportiert 1942 Piaski ermordet | 29.5.2014     |      | |
| Elisabethenstraße 45 (Standort)        | Mathilde Rothschild                  | Hier wohnte Mathilde Rothschild Jg. 1886 deportiert 1942 Piaski ermordet | 29.5.2014     |      | |
| Elisabethenstraße 52 (Standort)        | Josef Ehrenfeld                      | Hier wohnte Josef Ehrenfeld Jg. 1893 deportiert 20.3.1942 Richtung Osten ??? | 14.10.2010    |      | |
| Elisabethenstraße 52 (Standort)        | Rosa Ehrenfeld                       | Hier wohnte Rosa Ehrenfeld geb. Rosenfeld Jg. 1903 deportiert 20.3.1942 Richtung Osten ??? | 14.10.2010    |      | |
| Elisabethenstraße 52 (Standort)        | Walter Ehrenfeld                     | Hier wohnte Walter Ehrenfeld Jg. 1931 deportiert 20.3.1942 Richtung Osten ??? | 14.10.2010    |      | |
| Elisabethenstraße 52 (Standort)        | Ruth Ehrenfeld                       | Hier wohnte Ruth Ehrenfeld Jg. 1937 deportiert 20.3.1943 Richtung Osten ??? | 14.10.2010    |      | |
| Elisabethenstraße 52 (Standort)        | Otto Seligmann                       | Hier wohnte Otto Seligmann Jg. 1875 deportiert 1942 Theresienstadt ermordet 8.2.1943 | 25.10.2021    |      | |
| Elisabethenstraße 52 (Standort)        | Helene Katzmann                      | Hier wohnte Helene Katzmann geb. Siegel Jg. 1876 deportiert 1942 Theresienstadt ermordet 7.10.1942 | 25.10.2021    |      | |
| Elisabethenstraße 56 (Standort)        | Ferdinand Wartensleben               | Hier wohnte Ferdinand Wartensleben Jg. 1880 gedemütigt/entrechtet Flucht in den Tod 7.3.1933 | 25.10.2021    |      | |
| Elisabethenstraße 56 (Standort)        | Auguste Wartensleben                 | Hier wohnte Auguste Wartensleben geb. Klein Jg. 1883 deportiert 1942 Piaski ermordet 28.10.1942 | 25.10.2021    |      | |
| Elisabethenstraße 56 (Standort)        | Lucie Wartensleben                   | Hier wohnte Lucie Wartensleben Jg. 1915 deportiert 1942 Piaski ermordet 28.10.1942 | 25.10.2021    |      | |
| Elisabethenstraße 56 (Standort)        | Elise Gutjahr                        | Hier wohnte Elise Gutjahr geb. Klein Jg. 1884 deportiert 1942 Piaski ermordet | 13. Mai 2023  |      | |
| Elisabethenstraße 56 (Standort)        | Rosel Gutjahr                        | Hier wohnte Rosel Gutjahr Jg. 1914 deportiert 1942 Piaski ermordet | 13. Mai 2023  |      | |
| Elisabethenstraße 56 (Standort)        | David Wartensleben                   | Hier wohnte David Wartensleben 'David Wharton' Jg. 1911 Flucht 1939 England | 13. Mai 2023  |      | |
| Elisabethenstraße 70 (Standort)        | Hedwig Hanau                         | Hier wohnte Hedwig Hanau geb. Simon Jg. 1868 deportiert 1942 Theresienstadt ermordet 7.10.1942 | 7.9.2016      |      | |
| Elisabethenstraße 70 (Standort)        | Ella Toni Hanau                      | Hier wohnte Ella Toni Hanau Jg. 1896 deportiert 1942 Piaski ermordet | 7.9.2016      |      | |
| Ernst-Ludwig-Straße 5 (Standort)       | Benno Rosenhain                      | Hier wohnte Benno Rosenhain Jg. 1889 'Schutzhaft' 1938 Buchenwald verhaftet Sachsenhausen 1940 Dachau ermordet 16.12.1940 | 24. März 2022 |      | |
| Ernst-Ludwig-Straße 10 (Standort)      | Mathilde Berger                      | Hier wohnte Mathilde Berger geb. Löser Jg. 1864 deportiert 1942 Theresienstadt ermordet 5.1.1943 | 15.10.2009    |      | |
| Ernst-Ludwig-Straße 10 (Standort)      | Hedwig Berger                        | Hier wohnte Hedwig Berger Jg. 1898 deportiert 1942 Piaski ermordet | 15.10.2009    |      | |
| Ernst-Ludwig-Straße 15 (Standort)      | Leo Weglein                          | Hier wohnte Leo Weglein Jg. 1876 deportiert 1942 Theresienstadt ermordet 5.6.1944 | 24. März 2022 |      | |
| Ernst-Ludwig-Straße 15 (Standort)      | Berta Weglein                        | Hier wohnte Berta Weglein geb. Gailinger Jg. 1888 deportiert 1942 Theresienstadt ermordet 30.9.1943 | 24. März 2022 |      | |
| Ernst-Ludwig-Straße 15 (Standort)      | Erich Weglein                        | Hier wohnte Erich Weglein Eliezer Netivi Jg. 1914 Berufsverbot 1933 Flucht 1934 Palästina | 24. März 2022 |      | |
| Ernst-Ludwig-Straße 17 (Standort)      | Rudolf Steinberg                     | Hier wohnte Rudolf Steinberg Jg. 1884 verhaftet 1941 Dachau 1941 Buchenwald ermordet 31.3.1942 | 29.5.2014     |      | |
| Ernst-Ludwig-Straße 17 (Standort)      | Erna Steinberg                       | Hier wohnte Erna Steinberg geb. Feitler Jg. 1896 deportiert 1942 Piaski ermordet | 29.5.2014     |      | |
| Ernst-Ludwig-Straße 17 (Standort)      | Lotte Steinberg                      | Hier wohnte Lotte Steinberg Jg. 1923 deportiert 1942 Piaski ermordet | 29.5.2014     |      | |
| Ernst-Ludwig-Straße 17 (Standort)      | Hans Stephan Steinberg               | Hier wohnte Hans Stephan Steinberg JG. 1926 deportiert 1942 Piaski ermordet 3.8.1942 Majdanek | 29.5.2014     |      | |
| Ernst-Ludwig-Straße 26 (Standort)      | Hermann Rosenthal                    | Hier wohnte Hermann Rosenthal Jg. 1882 Flucht 1938 Argentinien | 24. März 2022 |      | |
| Ernst-Ludwig-Straße 26 (Standort)      | Paula Rosenthal                      | Hier wohnte Paula Rosenthal geb. Taub Jg. 1889 Flucht 1938 Argentinien | 24. März 2022 |      | |
| Eschollbrücker Straße 4a (Standort)    | jüdisches Alten- und Siechenheim     | Eschollbrücker Straße 4½ Jüdisches Alten- und Siechenheim, vorher Klinik Dr. Max Rosenthal im März und September 1942 wurden 93 alte und kranke Menschen nach Piaski, Theresienstadt und in das besetzte Polen deportiert und ermordet. 10.2.1943 letzter Transport von 53 Männern, Frauen und Kindern aus Darmstadt und dem südlichen Teil des Volksstaates Hessen ermordet in Theresienstadt |               |      | |
| Feldbergstraße 36 (Standort)           | Erna Kahn                            | Hier wohnte Erna Kahn Jg. 1904 deportiert 1942 Piaski ermordet | 22. März 2012 |      | |
| Feldbergstraße 36 (Standort)           | Mathilde Kahn                        | Hier wohnte Mathilde Kahn geb. Simon Jg. 1874 deportiert 1942 Theresienstadt ermordet 17.4.1944 | 22. März 2012 |      | |
| Frankfurter Straße 14 (Standort)       | Caecilie Gross                       | Hier wohnte Caecilie Gross geb. Rosenberger Jg. 1880 deportiert 1943 Auschwitz ermordet 22.7.1943 | 26.8.2013     |      | |
| Fritz-Bauer-Straße 11 ()               | Joseph May                           | Hier wohnte Joseph May Jg. 1880 'Schutzhaft' 1938 Buchenwald denunziert verhaftet 1940 Gefängnis Darmstadt 1941 Buchenwald ermordet 27.6.1941 | 25.10.2021    |      | Einstige Hindenburgstraße 11 |
| Fritz-Bauer-Straße 11 ()               | Frieda May                           | Hier wohnte Frieda May geb. Lehmann Jg. 1894 deportiert 1942 Piaski ermordet 28.10.1942 | 25.10.2021    |      | Einstige Hindenburgstraße 11 |
| Gardistenstraße 18 (Standort)          | Rosa Neu                             | Hier wohnte Rosa Neu geb. Meyer Jg. 1904 deportiert 1942 Piaski ermordet | 14.10.2010    |      | |
| Gardistenstraße 18 (Standort)          | Irwin Neu                            | Hier wohnte Irwin Neu Jg. 1930 deportiert 1942 Piaski ermordet | 14.10.2010    |      | |
| Gardistenstraße 18 (Standort)          | Siegmund Neu                         | Hier wohnte Siegmund Neu Jg. 1899 deportiert 1942 Piaski ermordet | 14.10.2010    |      | |
| Gardistenstraße 18 (Standort)          | Nathan Fulder                        | Hier wohnte Nathan Fulder Jg. 1897 Flucht 1937 Frankreich interniert Drancy deportiert 1942 ermordet in Auschwitz | 14.10.2010    |      | |
| Goethestraße 9 (Standort)              | Rosa Zentmann                        | Hier wohnte Rosa Zentmann Jg. 1882 deportiert 1942 Piaski ermordet | 24.10.2019    |      | |
| Goethestraße 9 (Standort)              | Else Sander                          | Hier wohnte Else Sander Jg. 1895 Schicksal unbekannt | 24.10.2019    |      | |
| Goethestraße 10 (Standort)             | Max Meier Bruchfeld                  | Hier wohnte Max Meier Bruchfeld Jg. 1877 deportiert 1942 Theresienstadt ermordet 16.5.1944 Auschwitz | 15.10.2009    |      | |
| Goethestraße 10 (Standort)             | Rosa Bruchfeld                       | Hier wohnte Rosa Bruchfeld geb. Hess Jg. 1879 deportiert 1942 Theresienstadt ermordet 16.5.1944 Auschwitz | 15.10.2009    |      | |
| Grafenstraße 15 (Standort)             | Julius Simon                         | Hier wohnte Julius Simon Jg. 1882 verhaftet 1938 Buchenwald ermordet 3.4.1940 | 22. März 2012 |      | |
| Grafenstraße 15 (Standort)             | Karl Siegfried Simon                 | Hier wohnte Karl Siegfried Simon Jg. 1885 verhaftet 1940 Gefängnis Darmstadt 1941 Dachau Buchenwald ermordet 16.5.1942 | 22. März 2012 |      | |
| Grafenstraße 16 (Standort)             | Jenny Neustädter                     | Hier wohnte Jenny Neustädter Jg. 1895 deportiert 1942 Piaski ermordet | 13.9.2016     |      | |
| Heidelberger Straße 9 ()               | Johanna Simon                        | Hier wohnte Johanna Simon geb. Katz Jg. 1883 Flucht 1939 Holland Flucht in den Tod 17.1.1943 Amsterdam | 25.10.2020    |      | |
| Heidelberger Straße 27 (Standort)      | Berthold Ehrmann                     | Hier wohnte Berthold Ehrmann Jg. 1860 verhaftet 1940 Sachsenhausen deportiert Dachau ermordet 15.11.1940 | 2.6.2011      |      | |
| Heidelberger Straße 83 (Standort)      | Karoline Kirchhausen                 | Hier wohnte Karoline Kirchhausen geb. Kaufmann Jg. 1863 deportiert 1942 Theresienstadt ermordet 1.2.1943 | 22.4.2016     |      | |
| Heidelberger Straße 83 (Standort)      | Benjamin Körber                      | Hier wohnte Benjamin Körber Jg. 1890 deportiert 1942 Piaski ermordet | 22.4.2016     |      | |
| Heidelberger Straße 83 (Standort)      | Blanda Körber                        | Hier wohnte Blanda Körber geb. Kirchhausen deportiert 1942 Piaski ermordet | 22.4.2016     |      | |
| Heidelberger Straße 83 (Standort)      | Renate Körber                        | Hier wohnte Renate Körber Jg. 1931 deportiert 1942 Piaski ermordet | 22.4.2016     |      | |
| Heidelberger Straße 83 (Standort)      | Ingeborg Körber                      | Hier wohnte Ingeborg Körber Jg. 1926 deportiert 1942 Piaski ermordet | 22.4.2016     |      | |
| Heidelberger Straße 83 (Standort)      | Alfred Körber                        | Hier wohnte Alfred Körber Jg. 1933 deportiert 1942 Piaski ermordet | 22.4.2016     |      | |
| Heidelberger Straße 83 (Standort)      | Julius Körber                        | Hier wohnte Julius Körber Jg. 1933 deportiert 1942 Piaski ermordet | 22.4.2016     |      | |
| Heidelberger Straße 132 (Standort)     | Emma Pennrich                        | Hier wohnte Emma Pennrich geb. Abraham Jg. 1888 verhaftet 1943 Internierungslager Liebenau/Bodensee befreit | 24.10.2019    |      | |
| Heidelberger Straße 132 (Standort)     | Günter Pennrich                      | Hier wohnte Günter Pennrich Jg. 1918 verhaftet 1932 Gefängnis Darmstadt 1943 Buchenwald ermordet 26.12.1943 | 24.10.2019    |      | |
| Heidenreichstraße 4 (Standort)         | Karoline Strauß                      | Hier wohnte Karoline Strauß geb. Löb Jg. 1858 Flucht 1939 Frankreich interniert Drancy deportiert 1942 Auschwitz ermordet 3.11.1942 | 16.11.2012    |      | |
| Heidenreichstraße 4 (Standort)         | Dr. Joseph Strauß                    | Hier wohnte Dr. Joseph Strauß Jg. 1875 unfreiwillig verzogen 1939 Köln deportiert 1941 Łodz/Litzmannstadt ermordet 9.2.1942 | 6.10.2014     |      | |
| Heidenreichstraße 4 (Standort)         | Hedwig Juda                          | Hier wohnte Hedwig Juda geb. Strauss Jg. 1882 Flucht 1939 Frankreich interniert Drancy deportiert 1942 Auschwitz ermordet | 15.3.2010     |      | |
| Heidenreichstraße 4 (Standort)         | Lise Juda                            | Hier wohnte Lise Juda Jg. 1921 Flucht 1939 Frankreich interniert Drancy deportiert 1942 Auschwitz ermordet | 15.3.2010     |      | |
| Heinheimer Straße 22-38 (Standort)     | Wilhelm Lai                          | Hier wohnte Wilhelm Lai Jg. 1909 im Widerstand 1933 KZ Osthofen Flucht Tschechoslowakei Schweiz, Frankreich Spanienkämpfer 1941 KZ Miranda de Ebro hingerichtet 21.9.1943 München-Stadelheim | 7. Okt. 2024  |      | |
| Heinrichstraße 1 (Standort)            | Siegfried Dahlerbruch                | Hier wohnte Siegfried Dahlerbruch Jg. 1894 deportiert 1942 ermordet im KZ Piaski | 11.4.2005     |      | |
| Heinrichstraße 1 (Standort)            | Karolina Dahlerbruch                 | Hier wohnte Karolina Dahlerbruch geb. Kiefer Jg. 1895 deportiert 1942 ermordet in Piaski | 11.4.2005     |      | |
| Heinrichstraße 1 (Standort)            | Erika Dahlerbruch                    | Hier wohnte Erika Dahlerbruch Jg. 1923 deportiert 1942 ermordet im KZ Piaski | 11.4.2005     |      | |
| Heinrichstraße 1 (Standort)            | Renate Dahlerbruch                   | Hier wohnte Renate Dahlerbruch Jg. 1932 deportiert 1942 ermordet im KZ Piaski | 11.4.2005     |      | |
| Heinrichstraße 3 (Standort)            | Emil Gutenstein                      | Hier wohnte Emil Gutenstein Jg. 1890 verhaftet Buchenwald ermordet 13.8.1941 | 3.5.2007      |      | |
| Heinrichstraße 3 (Standort)            | Gertrud Gutenstein                   | Hier wohnte Gertrud Gutenstein geb. Rubensohn Jg. 1894 ausgewiesen 1942 Richtung Osten ??? | 3.5.2007      |      | |
| Heinrichstraße 3 (Standort)            | Eva Joseph                           | Hier wohnte Eva Joseph geb. Haas Jg. 1860 deportiert 1942 Theresienstadt ermordet 4.12.1942 | 26.10.2017    |      | |
| Heinrichstraße 11 (Standort)           | Mathilde Nathan                      | Hier wohnte Mathilde Nathan geb. Katz Jg. 1867 deportiert 1942 Theresienstadt ermordet 5.4.1943 | 26.10.2017    |      | |
| Heinrichstraße 13 (Standort)           | Paula Regina Sekeles                 | Hier wohnte Paula Regina Sekeles Jg. 1875 deportiert 1942 Theresienstadt ermordet 16.9.1943 | 26.10.2017    |      | |
| Heinrichstraße 43 (Standort)           | Ernst Trier                          | Hier wohnte Ernst Trier Jg. 1886 verhaftet 1938 Gefängnis Darmstadt Flucht in den Tod 18.9.1938 | 16.11.2012    |      | |
| Heinrichstraße 64 ()                   | Benno Joseph                         | Hier wohnte Benno Joseph Jg. 1885 deportiert 1943 Theresienstadt ermordet 11.4.1944 | 11.4.2005     |      | |
| Heinrichstraße 64 ()                   | Margarethe Joseph                    | Hier wohnte Margarethe Joseph geb. Seckel Jg. 1888 deportiert 1943 Theresienstadt 1944 Auschwitz ermordet | 11.4.2005     |      | |
| Heinrichstraße 169 (Standort)          | Ludwig Kahn                          | Hier wohnte Ludwig Kahn Jg. 1892 'Schutzhaft' 1940 Gefängnis Darmstadt 1941 Dachau Buchenwald ermordet 30.9.1942 Dachau | 22.4.2016     |      | |
| Heinrichstraße 169 (Standort)          | Selma Kahn                           | Hier wohnte Selma Kahn geb. Heyum Jg. 1898 deportiert 1942 ermordet im besetzten Polen | 22.4.2016     |      | |
| Heinrichstraße 169 (Standort)          | Thea Kahn                            | Hier wohnte Thea Kahn Jg. 1925 Flucht 1938 Holland interniert Westerbork deportiert 1942 Auschwitz ermordet 30.9.1942 | 22.4.2016     |      | |
| Herdweg 10 ()                          | Auguste Eppsteiner                   | Hier wohnte Auguste Eppsteiner Jg. 1870 deportiert 1942 Theresienstadt tot 7.2.1943 | 6.4.2006      |      | |
| Herdweg 10 ()                          | Alfred Haas                          | Hier wohnte Alfred Haas Jg. 1873 deportiert 1942 Theresienstadt tot 27.2.1943 | 6.4.2006      |      | |
| Herdweg 10 ()                          | Johanna Haas                         | Hier wohnte Johanna Haas geb. Eppsteiner Jg. 1869 deportiert 1942 Theresienstadt tot 2.3.1943 | 6.4.2006      |      | |
| Herdweg 10 ()                          | Bella Haas                           | Hier wohnte Bella Haas Jg. 1901 deportiert 1942 Theresienstadt tot 12.11.1942 | 6.4.2006      |      | |
| Herdweg 10 ()                          | Paul Haas                            | Hier wohnte Paul Haas Jg. 1904 deportiert 1942 besetztes Polen ??? | 6.4.2006      |      | |
| Herdweg 28 ()                          | Meta Döll                            | Hier wohnte Meta Döll geb. Fromm Jg. 1889 verhaftet deportiert 1943 Auschwitz ermordet 14.5.1943 | 2.6.2011      |      | |
| Hermannstraße 45 (Standort)            | Otto Sturmfels                       | Hier wohnte Otto Sturmfels Jg. 1880 im Widerstand/SPD verhaftet 1933 Zuchthaus Butzbach entlassen 1934 1944 „Aktion Gewitter“ Dachau ermordet 2.4.1945 | 6. Okt. 2014  |      | [ 14 ] |
| Herrngartenstraße 35 (Standort)        | Hugo Kohn                            | Hier wohnte Hugo Kohn gen. Kessler Jg. 1880 Flucht 1939 Holland interniert Westerbork deportiert 1940 Sobibor ermordet 7.5.1943 | 15.10.2009    |      | |
| Hiroshima-Nagasaki-Platz (Standort)    | Johanna Blum                         | Hier wohnte Johanna Blum geb. Nassauer Jg. 1886 deportiert 1942 Piaski ermordet | 14.10.2010    |      | |
| Hiroshima-Nagasaki-Platz (Standort)    | Jakob Eckstein                       | Hier wohnte Jakob Eckstein Jg. 1877 verhaftet 1941 Buchenwald ermordet 28.8.1941 | 14.10.2010    |      | Der Hisoshima-Nagasakiplatz existiert erst seit 2017. Die an dieser Stelle erinnerten jüdischen Mitbürger hatten ursprünglich andere Wohnadressen. Jakob Eckstein wohnte laut Adressbuch der Stadt Darmstadt von 1937 in der Ochsengasse 1, die heute nicht mehr existiert. |
| Hiroshima-Nagasaki-Platz (Standort)    | Erwin Eisenberg                      | Hier wohnte Erwin Eisenberg Jg. 1906 deportiert 1943 Auschwitz 1945 Gross-Rosen Buchenwald ermordet | 14.10.2010    |      | Wohnort 1937: Obergasse 34 |
| Hiroshima-Nagasaki-Platz (Standort)    | Hannelore Grünfeld                   | Hier wohnte Hannelore Grünfeld Jg. 1931 deportiert 1942 ermordet im besetzten Polen |               |      | |
| Hiroshima-Nagasaki-Platz (Standort)    | Ida Grünfeld                         | Hier wohnte Ida Grünfeld geb. Benjamin Jg. 1901 deportiert 1942 Polen ermordet | 14.10.2010    |      | |
| Hiroshima-Nagasaki-Platz (Standort)    | Margot Grünfeld                      | Hier wohnte Margot Grünfeld Jg. 1929 deportiert 1942 ermordet im besetzten Polen |               |      | |
| Hiroshima-Nagasaki-Platz (Standort)    | Maximilian Grünfeld                  | Hier wohnte Maximilian Grünfeld Jg. 1892 verhaftet 1940 Gefängnis Darmstadt 1941 Dachau, Buchenwald 'verlegt' 11.3.1942 Bernburg ermordet 11.3.1942 |               |      | Wohnort 1937: Schlossgasse 8 |
| Hiroshima-Nagasaki-Platz (Standort)    | Philemon G. Grünfeld                 | Hier wohnte Philemon G. Grünfeld Jg. 1888 verhaftet 1941 Sachsenhausen ermordet 10.3.1942 Ravensbrück | 16.4.2015     |      | |
| Hiroshima-Nagasaki-Platz (Standort)    | Wolfgang Grünfeld                    | Hier wohnte Wolfgang Grünfeld Jg. 1919 deportiert 1942 Piaski ermordet | 16.4.2015     |      | |
| Hiroshima-Nagasaki-Platz (Standort)    | Konrad Jakobi                        | Hier wohnte Konrad Jakobi Jg. 1905 eingewiesen 1943 Heilanstalt Eichberg 'verlegt' 6.11.1944 Hadamar ermordet 15.11.1944 | 16.4.2015     |      | |
| Hiroshima-Nagasaki-Platz (Standort)    | Siegfried Mannheimer                 | Hier wohnte Siegfried Mannheimer Jg. 1891 deportiert 1942 Piaski ermordet |               |      | 23.02.1891 geboren in Wixhausen; 24.03.1942 deportiert in das Ghetto Piaski b. Lublin |
| Hiroshima-Nagasaki-Platz (Standort)    | Wilhelmine Mannheimer                | Hier wohnte Wilhelmine Mannheimer Jg. 1901 deportiert 1942 Piaski ermordet |               |      | 23.02.1891 geboren in Worms; 24.03.1942 deportiert in das Ghetto Piaski b. Lublin |
| Hiroshima-Nagasaki-Platz (Standort)    | Karoline Billigheimer                | Hier wohnte Karoline Billigheimer geb. Hess Jg. 1869 deportiert 1942 Theresienstadt ermordet 16.4.1943 |               |      | |
| Hiroshima-Nagasaki-Platz (Standort)    | Ludwig Grünfeld                      | Hier wohnte Ludwig Grünfeld Jg. 1923 Flucht Frankreich verhaftet 1944 überstellt 6.8.1944 Dachau Zwangsarbeit Mühldorf ermordet 1.4.1945 Dachau |               |      | |
| Hiroshima-Nagasaki-Platz (Standort)    | Henriette Mayer                      | Hier wohnte Henriette Mayer geb. Lehmann Jg. 1874 deportiert 1942 Theresienstadt ermordet 7.1.1943 |               |      | |
| Hiroshima-Nagasaki-Platz (Standort)    | Bertha Franck                        | Hier wohnte Bertha Franck geb. Carlsruhe Jg. 1868 deportiert 1942 Theresienstadt ermordet 9.2.1943 |               |      | |
| Hiroshima-Nagasaki-Platz (Standort)    | Bertha Held                          | Hier wohnte Bertha Held geb. Goldschmidt Jg. 1904 verhaftet 1938 interniert Lichtenburg Ravensbrück 'verlegt' 5.3.1942 Bernburg ermordet 5.3.1942 |               |      | |
| Hiroshima-Nagasaki-Platz (Standort)    | Rika Billigheimer                    | Hier wohnte Rika Billigheimer Jg. 1868 deportiert 1942 Theresienstadt ermordet 9.10.1942 |               |      | |
| Hiroshima-Nagasaki-Platz (Standort)    | Malka Hochbaum                       | Hier wohnte Malka Hochbaum geb. Goldberg Jg. 1885 Flucht 1936 Palästina |               |      | |
| Hiroshima-Nagasaki-Platz (Standort)    | Minna Jonas                          | Hier wohnte Minna Jonas geb. May Jg. 1890 deportiert 1942 Piaski ermordet |               |      | |
| Hiroshima-Nagasaki-Platz (Standort)    | Adolf Strass                         | Hier wohnte Adolf Strass Jg. 1925 deportiert 1942 Piaski ermordet | 24. März 2022 |      | |
| Hiroshima-Nagasaki-Platz (Standort)    | Leiser Hochbaum                      | Hier wohnte Leiser Hochbaum Jg. 1884 Flucht 1936 Palästina |               |      | |
| Hiroshima-Nagasaki-Platz (Standort)    | Rachel Hochbaum                      | Hier wohnte Rachel Hochbaum verh. Kosh Jg. 1919 Flucht 1938 Palästina | 22. Okt. 2024 |      | |
| Hochschulstraße 6 (Standort)           | Dr. Gerhard Herzberg                 | Hier arbeitete Dr. Gerhard Herzberg Jg. 1904 Berufsverbot 1935 Flucht 1935 Kanada überlebt | 15.3.2010     |      | |
| Hochschulstraße 6 (Standort)           | Dr. Luise Herzberg                   | Hier arbeitete Dr. Luise Herzberg geb. Oettinger Jg. 1906 Berufsverbot 1933 Flucht 1935 Kanada überlebt | 15.3.2010     |      | |
| Hochschulstraße 6 (Standort)           | Dr. Kurt Lion                        | Hier arbeitete Dr. Kurt Lion Jg. 1904 Berufsverbot 1933 Flucht 1935 USA überlebt | 15.3.2010     |      | |
| Hochschulstraße 6 (Standort)           | Dr. Hans Baerwald                    | Hier arbeitete Dr. Hans Baerwald Jg. 1880 Berufsverbot 1933 verhaftet 1938 Buchenwald Flucht 1939 Schottland überlebt | 15.3.2010     |      | |
| Hochschulstraße 6 (Standort)           | Stephan Gradstein                    | Hier arbeitete Stephan Gradstein Jg. 1909 Berufsverbot 1933 Flucht Holland überlebt | 15.3.2010     |      | |
| Hochstraße 42 ()                       | Charlotte Gutenberg                  | Hier wohnte Charlotte Gutenberg geb. Wolf Jg. 1873 deportiert 1942 Theresienstadt ermordet 20.4.1944 | 22.4.2016     |      | |
| Hochstraße 42 ()                       | Emma Gutenberg                       | Hier wohnte Emma Gutenberg Jg. 1894 deportiert 1942 Piaski ermordet | 22.4.2016     |      | |
| Hochstraße 42 ()                       | Ludwig Ranis                         | Hier wohnte Ludwig Ranis Jg. 1896 verhaftet 1940 Gefängnis Darmstadt 'Schutzhaft' 1941 Dachau ermordet 6.3.1942 Groß-Rosen | 22.4.2016     |      | |
| Hochstraße 42 ()                       | Alice Ranis                          | Hier wohnte Alice Ranis geb. Süss Jg. 1904 deportiert 1942 Piaski ermordet in Sobibor | 22.4.2016     |      | |
| Hochstraße 42 ()                       | Margrit Ranis                        | Hier wohnte Margrit Ranis Jg. 1930 deportiert 1942 Piaski ermordet | 22.4.2016     |      | |
| Hochstraße 49 ()                       | Fanny Fejge Kahn                     | Hier wohnte Fanny Fejge Kahn geb. Rothberg Jg. 1871 deportiert 1943 Theresienstadt ermordet 27.2.1943 | 22.4.2016     |      | |
| Hoffmannstraße 14 ()                   | Auguste Jung                         | Hier wohnte Auguste Jung geb. Neter Jg. 1873 verhaftet 1943 deportiert ermordet in Auschwitz | 2.6.2011      |      | |
| Hoffmannstraße 49 ()                   | Julie Henriette Delp                 | Hier wohnte Julie Henriette Delp geb. Homberger Jg. 1867 deportiert 1943 Auschwitz ermordet 4.6.1943 | 22.4.2016     |      | |
| Holzstraße 5 (Standort)                | Jakob Julius Wieseneck               | Hier wohnte Jakob Julius Wieseneck Jg. 1866 deportiert 1942 Theresienstadt ermordet 1.4.1942 | 24. März 2022 |      | |
| Holzstraße 5 (Standort)                | Frieda Wieseneck                     | Hier wohnte Frieda Wieseneck geb. Zwang Jg. 1878 deportiert 1942 Theresienstadt 1944 Auschwitz ermordet | 24. März 2022 |      | |
| Hügelstraße 69 (Standort)              | Werner Langenbach                    | Hier wohnte Werner Langenbach Jg. 1919 deportiert KZ Zasavica tot Okt. 1941 | 5.4.2006      |      | |
| Hügelstraße 69 (Standort)              | Hartwig Langenbach                   | Hier wohnte Hartwig Langenbach Jg. 1918 deportiert ermordet in Auschwitz | 5.4.2006      |      | |
| Hügelstraße 69 (Standort)              | Ernst Langenbach                     | Hier wohnte Ernst Langenbach Jg. 1884 KZ Sachsenhausen tot 22.11.1941 | 5.4.2006      |      | |
| Hügelstraße 69 (Standort)              | Paula Langenbach                     | Hier wohnte Paula Langenbach geb. Strohmberg Jg. 1890 deportiert 1942 besetztes Polen ??? | 5.4.2006      |      | |
| Im Geißensee 2 ()                      | Wilhelm Liebenthal                   | Hier wohnte Wilhelm Liebenthal Jg. 1880 deportiert 1942 Theresienstadt ermordet 12.11.1943 | 2.6.2011      |      | |
| Im Geißensee 2 ()                      | Berta Liebenthal                     | Hier wohnte Berta Liebenthal geb. Rosenthal Jg. 1889 deportiert 1942 Theresienstadt 24.12.1943 | 2.6.2011      |      | |
| Inselstraße 19 (Standort)              | Paula Adler                          | Hier wohnte Paula Adler geb. Mayer Jg. 1895 verhaftet 1943 Gefängnis Darmstadt deportiert 1943 Auschwitz ermordet 9.5.1943 | 16.11.2012    |      | |
| Jahnstraße 116 (Standort)              | Emmy Henkel                          | Hier wohnte Emmy Henkel geb. Kaiser Jg. 1888 deportiert 1943 Auschwitz ermordet 25.6.1943 | 15.3.2010     |      | |
| Jahnstraße 130 (Standort)              | Dr. Ernst Mayer                      | Hier wohnte Dr. Ernst Mayer Jg. 1872 verhaftet 1943 'Arbeitserziehungslager' Frankfurt-Heddernheim ermordet 19.6.1943 | 15. März 2010 |      | Ernst Mayer (Richter) |
| Julius-Landsberger-Platz (Standort)    | Peter Callmann                       | Hier wohnte Peter Callmann Jg. 1879 verhaftet 1940 Gefängnis Darmstadt deportiert 1941 Minsk ermordet | 22. März 2012 |      | |
| Julius-Landsberger-Platz (Standort)    | Cäcilie Callmann                     | Hier wohnte Cäcilie Callmann geb. Pflaum Jg. 1851 deportiert 1942 Theresienstadt ermordet 14.10.1942 | 22. März 2012 |      | |
| Julius-Landsberger-Platz (Standort)    | Eugenie Oestreicher                  | Hier wohnte Eugenie Oestreicher geb. Haas Jg. 1888 deportiert 1942 Piaski ermordet | 28.8.2013     |      | |
| Julius-Landsberger-Platz (Standort)    | Käthe Oestreicher                    | Hier wohnte Käthe Oestreicher Jg. 1924 deportiert 1942 Piaski ermordet | 28.8.2013     |      | |
| Julius-Landsberger-Platz (Standort)    | Johanna M. Oberndorf                 | Hier wohnte Johanna M. Oberndorf geb. Hirsch Jg. 1887 deportiert 1942 Treblinka ermordet | 18. Juni 2024 |      | |
| Julius-Landsberger-Platz (Standort)    | Klara Hirsch                         | Hier wohnte Klara Hirsch Jg. 1887 deportiert 1942 Treblinka ermordet | 18. Juni 2024 |      | |
| Julius-Landsberger-Platz (Standort)    | Simon Mainzer                        | Hier wohnte Simon Mainzer Jg. 1871 deportiert 1942 Theresienstadt ermordet 9.1.1943 | 18. Juni 2024 |      | |
| Julius-Landsberger-Platz (Standort)    | Leopold Hoffmann                     | Hier wohnte Leopold Hoffmann Jg. 1907 deportiert 1942 Piaski ermordet | 18. Juni 2024 |      | |
| Kahlertstraße 36 (Standort)            | Hermann May                          | Hier wohnte Hermann May Jg. 1869 deportiert 1942 Theresienstadt ermordet 12.5.1943 | 24. Jan. 2009 |      | [ 16 ] |
| Kahlertstraße 36 (Standort)            | Mathilde May                         | Hier wohnte Mathilde May geb. Lippmann Jg. 1870 deportiert 1942 Theresienstadt ermordet 27.1.1943 | 24. Jan. 2009 |      | [ 16 ] |
| Kahlertstraße 36 (Standort)            | Johanna Gartenzaun                   | Hier wohnte Johanna Gartenzaun geb. Sarder Jg. 1874 deportiert 1942 Theresienstadt tot 9.7.1944 | 24. Jan. 2009 |      | |
| Kahlertstraße 36 (Standort)            | Irma Gartenzaun                      | Hier wohnte Irma Gartenzaun Jg. 1905 deportiert 1942 Richtung Osten ermordet | 24. Jan. 2009 |      | |
| Karlstraße 20 (Standort)               | Hermann Falck                        | Hier wohnte Hermann Falck Jg. 1917 verhaftet 1942 'Wehrkraftzersetzung' hingerichtet 9.4.1943 Brandenburg-Görden | 2.6.2011      |      | |
| Karlstraße 28 (Standort)               | Hugo Jacob                           | Hier wohnte Hugo Jacob Jg. 1873 deportiert 1942 Theresienstadt ermordet 27.4.1943 | 15.10.2009    |      | |
| Karlstraße 28 (Standort)               | Regina Jacob                         | Hier wohnte Regina Jacob geb. Elsbach Jg. 1869 deportiert Theresienstadt ermordet 14.10.1942 | 15.10.2009    |      | |
| Karlstraße 36 (Standort)               | Rudolfine Marx                       | Hier wohnte Rudolfine Marx Jg. 1890 deportiert 1942 Piaski ermordet | 25.10.2021    |      | |
| Karlstraße 36 (Standort)               | Irene Frieda Marx                    | Hier wohnte Irene Frieda Marx Jg. 1891 deportiert 1942 Piaski ermordet | 25.10.2021    |      | |
| Karlstraße 49 (Standort)               | Ella Müller                          | Hier wohnte Ella Müller geb. Bachrach Jg. 1893 deportiert 1943 Auschwitz ermordet 2.8.1943 | 26.10.2017    |      | |
| Karlstraße 65 (Standort)               | Karoline Kahn                        | Hier wohnte Karoline Kahn Jg. 1870 deportiert 1942 Theresienstadt ermordet 13.1.1943 | 15.10.2009    |      | |
| Karlstraße 69 (Standort)               | David Freitag                        | Hier wohnte David Freitag Jg. 1875 deportiert 1942 Theresienstadt ermordet 28.10.1944 Auschwitz | 15.10.2009    |      | |
| Karlstraße 69 (Standort)               | Karoline Freitag                     | Hier wohnte Karoline Freitag geb. Reis Jg. 1882 deportiert 1942 Theresienstadt ermordet 28.10.1944 Auschwitz | 15.10.2009    |      | |
| Kasinostraße 4-6 (Standort)            | Frieda Katzenstein                   | Hier wohnte Frieda Katzenstein Jg. 1897 deportiert 1942 Piaski ermordet | 13.9.2018     |      | |
| Kasinostraße 4-6 (Standort)            | Lucie Burghardt                      | Hier wohnte Lucie Burghardt geb. Katzenstein Jg. 1895 deportiert 1942 Treblinka ermordet | 13.9.2018     |      | |
| Kasinostraße 4-6 (Standort)            | Heinrich Reiss                       | Hier wohnte Heinrich Reiss Jg. 1875 verhaftet 1940 Darmstadt deportiert 1941 Dachau 1942 Hartheim ermordet 24.2.1942 |               |      | |
| Kasinostraße 4-6 (Standort)            | Betty Reiss                          | Hier wohnte Betty Reiss geb. Simon Jg. 1874 deportiert 1942 Theresienstadt 1944 Auschwitz ermordet Mai 1944 |               |      | |
| Kasinostraße 4-6 (Standort)            | Rosa Reiss                           | Hier wohnte Rosa Reiss Jg. 1901 deportiert 1942 Piaski ermordet |               |      | |
| Kasinostraße 4-6 (Standort)            | Max Reiss                            | Hier wohnte Max Reiss Jg. 1903 'Schutzhaft' 1938 Buchenwald deportiert 1942 Piaski ermordet |               |      | |
| Kasinostraße 4-6 (Standort)            | Henny Reiss                          | Hier wohnte Henny Reiss geb. Dreifuss Jg. 1912 deportiert 1942 Piaski ermordet |               |      | |
| Kasinostraße 4-6 (Standort)            | Elena Mosbacher                      | Hier wohnte Elena Mosbacher geb. Spiess Jg. 1881 Flucht 1938 Uruguay |               |      | |
| Kasinostraße 4-6 (Standort)            | Heinz Mosbacher                      | Hier wohnte Heinz Mosbacher Jg. 1920 Flucht 1938 Holland 1940 USA |               |      | |
| Kasinostraße 26 (Standort)             | Jakob Sobernheim                     | Hier wohnte Jakob Sobernheim Jg. 1895 verhaftet 1940 Gefängnis Darmstadt 1941 Dachau Buchenwald ermordet 19.2.1942 | 22. März 2012 |      | |
| Kasinostraße 26 (Standort)             | Nathan Landauer                      | Hier wohnte Nathan Landauer JG. 1884 verhaftet 1941 Dachau Buchenwald ermordet 18.8.1941 | 26.8.2013     |      | |
| Kasinostraße 26 (Standort)             | Irma Reiss                           | Hier wohnte Irma Reiss geb. Landauer Jg. 1911 deportiert 1942 ermordet im besetzten Polen | 26.8.2013     |      | |
| Kasinostraße 26 (Standort)             | Judith Reiss                         | Hier wohnte Judith Reiss Jg. 1942 deportiert 1942 ermordet im besetzten Polen | 26.8.2013     |      | |
| Kasinostraße 26 (Standort)             | Berthold Reiss                       | Hier wohnte Berthold Reiss Jg. 1909 verhaftet 1933 Osthofen entlassen 1933 deportiert 1942 ermordet im besetzten Polen | 26.8.2013     |      | |
| Kasinostraße 31 (Standort)             | Anna Reis                            | Hier wohnte Anna Reis geb. Rose Jg. 1865 Zwangsumzug 1942 'Judenhaus' Mainz deportiert 1942 Theresienstadt ermordet 26.1.1943 |               |      | |
| Kiesstraße 24 (Standort)               | Emil Morgenthau                      | Hier wohnte Emil Morgenthau Jg. 1899 KZ Mauthausen tot 8.3.1945 | 5.4.2006      |      | |
| Kiesstraße 24 (Standort)               | Jenny Morgenthau                     | Hier wohnte Jenny Morgenthau geb. Sonn Jg. 1874 deportiert 1942 Theresienstadt tot 10.10.1942 | 5.4.2006      |      | |
| Kiesstraße 24 (Standort)               | Helene Morgenthau                    | Hier wohnte Helene Morgenthau Jg. 1926 deportiert Auschwitz ermordet 1943 | 5.4.2006      |      | |
| Kiesstraße 24 (Standort)               | Manfred Morgenthau                   | Hier wohnte Manfred Morgenthau Jg. 1924 deportiert ermordet Auschwitz | 5.4.2006      |      | |
| Kirchstraße 1 (Standort)               | Jakob Fuld                           | Hier wohnte Jakob Fuld Jg. 1862 deportiert 1942 Theresienstadt ermordet 4.10.1942 | 15.10.2009    |      | |
| Kirchstraße 1 (Standort)               | Doris Brill                          | Hier wohnte Doris Brill geb. Fuld Jg. 1893 deportiert 1942 Theresienstadt ermordet 29.1.1943 Auschwitz | 15.10.2009    |      | |
| Kirchstraße 8 (Standort)               | Eisig Hoffmann                       | Hier wohnte Eisig Hoffmann Jg. 1892 verhaftet 24.10.1939 Buchenwald ermordet 19.5.1941 | 24. März 2022 |      | |
| Kirchstraße 8 (Standort)               | Chana Hoffmann                       | Hier wohnte Chana Hoffmann geb. Fiskus Jg. 1900 deportiert 1942 Piaski ermordet | 24. März 2022 |      | |
| Kirchstraße 8 (Standort)               | Sara Hoffmann                        | Hier wohnte Sara Hoffmann Jg. 1928 deportiert 1942 Piaski ermordet | 24. März 2022 |      | |
| Kirchstraße 8 (Standort)               | Cilli Hoffmann                       | Hier wohnte Cilli Hoffmann Jg. 1932 deportiert 1942 Piaski ermordet | 24. März 2022 |      | |
| Kranichsteiner Straße 35 (Standort)    | Dina Mainzer                         | Hier wohnte Dina Mainzer geb. Pauli Jg. 1889 deportiert 1942 Piaski ermordet | 14.10.2010    |      | |
| Kranichsteiner Straße 35 (Standort)    | Rosa Mainzer                         | Hier wohnte Rosa Mainzer Jg. 1924 deportiert 1942 Piaski ermordet | 14.10.2010    |      | |
| Kranichsteiner Straße 35 (Standort)    | Samuel Mainzer                       | Hier wohnte Samuel Mainzer Jg. 1888 verhaftet 1939 Buchenwald 1940 Gefängnis Darmstadt Flucht in den Tod 20.9.1940 | 14.10.2010    |      | |
| Kranichsteiner Straße 47 (Standort)    | Eva Siesel                           | Hier wohnte Eva Siesel geb. Meyerhof Jg. 1876 deportiert 1942 Theresienstadt ermordet 23.5.1943 | 16.4.2015     |      | |
| Kranichsteiner Straße 59 (Standort)    | Sophie Abraham                       | Hier wohnte Sophie Abraham geb. Mannheimer Jg. 1886 deportiert 1942 Piaski ermordet | 16.4.2015     |      | |
| Landgraf-Georg-Straße 7 (Standort)     | Henriette Haas                       | Hier wohnte Henriette Haas geb. Leser Jg. 1869 Theresienstadt ermordet 20.1.1943 | 11.4.2005     |      | |
| Landskronstraße 32 (Standort)          | Wilhelm Reinhold                     | Hier wohnte Wilhelm Reinhold Jg. 1874 Flucht in den Tod 28.5.1943 | 2.6.2011      |      | |
| Landskronstraße 91 (Standort)          | Betty Hanauer                        | Hier wohnte Betty Hanauer geb. Hermann Jg. 1877 deportiert 1942 Theresienstadt tot 13.12.1943 | 5.4.2006      |      | |
| Landwehrstraße 7a (Standort)           | Hilde Betty Thalheimer               | Hier wohnte Hilde Betty Thalheimer Jg. 1934 deportiert 1942 ermordet in Auschwitz | 6.4.2006      |      | |
| Landwehrstraße 18 (Standort)           | Benny Bär                            | Hier wohnte Benny Bär Jg. 1857 deportiert 1942 Theresienstadt tot 10.10.1942 | 5.4.2006      |      | |
| Landwehrstraße 18 (Standort)           | Thekla Bär                           | Hier wohnte Thekla Bär geb. Fränkle Jg. 1862 deportiert 1942 Theresienstadt tot 24.11.1942 | 5.4.2006      |      | |
| Lauteschlägerstraße 5 (Standort)       | Friederike Fuchs                     | Hier wohnte Friederike Fuchs geb. Reis Jg. 1877 deportiert 1942 Richtung Osten tot 1944 | 24. Jan. 2009 |      | |
| Lauteschlägerstraße 12 (Standort)      | Selma Diste                          | Hier wohnte Selma Diste geb. Reiss Jg. 1906 verhaftet 1942 Ravensbrück ermordet 5.11.1942 Auschwitz | 16.4.2015     |      | |
| Lauteschlägerstraße 26 (Standort)      | Berthold Eckstein                    | Hier wohnte Berthold Eckstein Jg. 1909 Flucht Frankreich interniert Drancy deportiert 1942 Auschwitz ermordet | 14.10.2010    |      | |
| Liebigstraße 4 (Standort)              | Oskar Glaser                         | Hier wohnte Oskar Glaser Jg. 1923 deportiert 1943 Auschwitz ermordet 30.4.1943 | 14.10.2010    |      | |
| Liebigstraße 15 (Standort)             | Johanna Simon                        | Hier wohnte Johanna Simon Jg. 1881 deportiert 1942 Theresienstadt ermordet 30.7.1943 | 16.10.2015    |      | |
| Liebigstraße 15 (Standort)             | Bernhard Moritz Mayer                | Hier wohnte Bernhard Moritz Mayer Jg. 1875 'Schutzhaft' 1938 Buchenwald ermordet 18.11.1938 | 13.9.2018     |      | |
| Liebigstraße 15 (Standort)             | Thekla Mayer                         | Hier wohnte Thekla Mayer geb. Michelbacher Jg. 1883 deportiert 1942 Piaski ermordet | 13.9.2018     |      | |
| Liebigstraße 30 (Standort)             | Lieselotte Oppenheimer               | Hier wohnte Lieselotte Oppenheimer Jg. 1910 Flucht Holland interniert Westerbork deportiert 1942 Auschwitz ermordet 30.9.1942 | 26.8.2013     |      | |
| Liebigstraße 30 (Standort)             | Herta Oppenheimer                    | Hier wohnte Herta Oppenheimer Jg. 1918 Flucht Holland interniert Westerbork deportiert 1942 Auschwitz ermordet 22.9.1942 | 26.8.2013     |      | |
| Liebigstraße 30 (Standort)             | Ida Oppenheimer                      | Hier wohnte Ida Oppenheimer geb. Löb Jg. 1887 Flucht 1939 Holland tot 17. Nov. 1942 Amsterdam | 12. Juli 2023 |      | |
| Liebigstraße 30 (Standort)             | Käthe Oppenheimer                    | Hier wohnte Käthe Oppenheimer verh. Cohn Jg. 1916 Flucht 1933 Holland interniert 1942 Westerbork deportiert Auschwitz ermordet 18.7.1942 | 12. Juli 2023 |      | |
| Liebigstraße 30 (Standort)             | Therese Oppenheimer                  | Hier wohnte Therese Oppenheimer verh. Schimmel Jg. 1912 Flucht 1935 Holland 1937 USA | 12. Juli 2023 |      | |
| Liebigstraße 30 (Standort)             | Simon Werner Oppenheimer             | Hier wohnte Simon Werner Cohn geb. 1937 Amsterdam interniert 1942 Westerbork deportiert Auschwitz ermordet 18.7.1942 | 12. Juli 2023 |      | |
| Lucasweg 23 (Standort)                 | Karl Josef Benjamin                  | Hier wohnte Karl Josef Benjamin Jg. 1876 deportiert 1942 Theresienstadt 1944 Auschwitz ermordet 1.11.1944 |               |      | |
| Lucasweg 23 (Standort)                 | Klara Benjamin                       | Hier wohnte Klara Benjamin geb. Stern Jg. 1888 deportiert 1942 Theresienstadt 1944 Auschwitz ermordet 1.11.1944 |               |      | |
| Ludwigshöhstraße 1 (Standort)          | Settchen Höchster                    | Hier wohnte Settchen Höchster geb. Wartensleben Jg. 1887 deportiert 1942 Richtung Osten ermordet | 24. Jan. 2009 |      | |
| Ludwigshöhstraße 1 (Standort)          | Jenny Oppenheimer                    | Hier wohnte Jenny Oppenheimer geb. Hochland Jg. 1897 deportiert 1942 Richtung Osten ermordet | 24. Jan. 2009 |      | |
| Ludwigsplatz 3 (Standort)              | Emma Rheinhold                       | Hier wohnte Emma Rheinhold Jg. 1870 deportiert 1942 Theresienstadt ermordet 24.3.1944 | 7.9.2016      |      | |
| Ludwigsplatz 3 (Standort)              | Bertha Sichel                        | Hier wohnte Bertha Sichel geb. Wolf Jg. 1866 Umzug 1938 Stuttgart Zwangseinweisung 1942 jüd. Altenheim Eschenau deportiert 1942 Theresienstadt ermordet 12.10.1942 | 28.5.2019     |      | |
| Ludwigsplatz 9 (Standort)              | Josefine Neu                         | Hier wohnte Josefine Neu geb. Sommer Jg. 1864 deportiert 1942 Theresienstadt 5.2.1945 Freiheitstransport Schweiz | 7.9.2016      |      | |
| Ludwigsplatz 9 (Standort)              | Hermann Neu                          | Hier wohnte Hermann Neu Jg. 1887 deportiert 1943 Auschwitz ermordet 26.8.1943 | 7.9.2016      |      | |
| Ludwigsplatz 9 (Standort)              | Martha Neu                           | Hier wohnte Martha Neu verh. Löb Jg. 1889 deportiert 1942 Piaski ermordet |               |      | |
| Ludwigsplatz 9 (Standort)              | Emilie Neu                           | Hier wohnte Emilie Neu geb. Sommer Jg. 1868 deportiert 1942 Theresienstadt ermordet 21.10.1942 | 7.9.2016      |      | |
| Ludwigsplatz 9 (Standort)              | Heinrich Neu                         | Hier wohnte Heinrich Neu Jg. 1891 Flucht 1939 USA | 7.9.2016      |      | |
| Ludwigsplatz 9 (Standort)              | Julius Neu                           | Hier wohnte Julius Neu Jg. 1893 Flucht 1937 USA | 7.9.2016      |      | |
| Ludwigstraße 3 (Standort)              | Max Marx                             | Hier wohnte Max Marx Jg. 1899 verhaftet 1941 Dachau ermordet 12.7.1942 Landesanstalt Schloss Hartheim/Linz | 15.10.2009    |      | |
| Ludwigstraße 3 (Standort)              | Hanni Marx                           | Hier wohnte Hanni Marx Jg. 1927 deportiert 1942 Richtung Osten ermordet | 15.10.2009    |      | |
| Ludwigstraße 3 (Standort)              | Wally Marx                           | Hier wohnte Wally Marx geb. Rosenstock Jg. 1903 deportiert 1942 Richtung Osten ermordet | 15.10.2009    |      | |
| Ludwigstraße 13 (Standort)             | Hermann Nathan Sigall                | Hier wohnte Hermann Nathan Sigall Jg. 1898 verhaftet 1940 Sachsenhausen ermordet 24.11.1941 | 15.10.2009    |      | |
| Ludwigstraße 13 (Standort)             | Natalie Sigall                       | Hier wohnte Natalie Sigall geb. Kirchhausen Jg. 1897 verhaftet 1940 Ravensbrück ermordet 26.3.1942 'Heilanstalt' Bernburg | 15.10.2009    |      | |
| Marktplatz 7 (Standort)                | Elias Emil Blum                      | Hier wohnte Elias Emil Blum Jg. 1876 deportiert 1942 ermordet in Auschwitz | 22. März 2012 |      | |
| Marktplatz 7 (Standort)                | Antonie Blum                         | Hier wohnte Antonie Blum geb. Kleeblatt Jg. 1874 deportiert 1942 Theresienstadt tot 16.11.1944 | 22. März 2012 |      | |
| Marktplatz 7 (Standort)                | Liesel Blum                          | Hier wohnte Liesel Blum Jg. 1912 deportiert 1942 besetztes Polen ??? | 22. März 2012 |      | |
| Marktplatz 7 (Standort)                | Else Blum                            | Hier wohnte Else Blum Jg. 1905 deportiert 1942 Treblinka ermordet 22.10.1942 | 22. März 2012 |      | |
| Martinstraße 15 (Standort)             | Wilhelm Mayer                        | Hier wohnte Wilhelm Mayer Jg. 1889 'Schutzhaft' 1938 Buchenwald verhaftet 18.7.1940 Gefängnis Darmstadt 1941 Dachau 1941 Buchenwald ermordet 25.3.1942 | 4. Juni 2022  |      | |
| Martinstraße 15 (Standort)             | Recha Mayer                          | Hier wohnte Recha Mayer geb. Lahm Jg. 1890 deportiert 1943 Theresienstadt 1944 Auschwitz ermordet | 4. Juni 2022  |      | |
| Martinstraße 15 (Standort)             | Johanna Mayer                        | Hier wohnte Johanna Mayer Jg. 1916 Flucht 1937 USA | 4. Juni 2022  |      | |
| Martinstraße 15 (Standort)             | Erwin Mayer                          | Hier wohnte Erwin Mayer Jg. 1923 Flucht 1938 mit Hilfe USA | 4. Juni 2022  |      | |
| Mathildenplatz 4 (Standort)            | Gertrude Ranis                       | Hier wohnte Gertrude Ranis verh. Levy Jg. 1908 Flucht 1936 USA |               |      | |
| Mathildenplatz 4 (Standort)            | Auguste Ranis                        | Hier wohnte Auguste Ranis geb. Wertheimer Jg. 1856 entrechtet/vereinsamt tot 31. März 1937 Frankfurt/Main | 18. Juni 2024 |      | |
| Mathildenplatz 9 (Standort)            | Josef Strauss                        | Hier wohnte Josef Strauss Jg. 1924 Flucht 1938 Holland interniert Westerbork deportiert 1942 Auschwitz ermordet 16.8.1942 | 13.9.2018     |      | |
| Mauerstraße 20 (Standort)              | Rudolf Adler                         | Hier wohnte Rudolf Adler Jg. 1879 verhaftet Buchenwald tot 13.3.1942 | 18.4.2008     |      | |
| Mauerstraße 20 (Standort)              | Lina Adler                           | Hier wohnte Lina Adler Jg. 1882 deportiert 20.3.1942 Richtung Osten ??? | 18.4.2008     |      | |
| Mauerstraße 20 (Standort)              | Elise Adler                          | Hier wohnte Elise Adler Jg. 1883 deportiert 20.3.1942 Richtung Osten ??? | 18.4.2008     |      | |
| Mauerstraße 20 (Standort)              | Jenny Mayer                          | Hier wohnte Jenny Mayer Jg. 1897 deportiert 1942 Piaski ermordet 30.4.1942 |               |      | |
| Moosbergstraße 65 (Standort)           | Selma Ewald                          | Hier wohnte Selma Ewald geb. Goldberg Jg. 1879 deportiert 1942 Piaski ermordet | 16.11.2011    |      | |
| Moosbergstraße 71 (Standort)           | Siegfried Weil                       | Hier wohnte Siegfried Weil Jg. 1891 deportiert 1943 Auschwitz ermordet 3.9.1943 | 15.3.2010     |      | |
| Neckarstraße 20 (Standort)             | Arthur Haas                          | Hier wohnte Arthur Haas Jg. 1880 deportiert 1942 Piaski Ermordet | 26.10.2017    |      | |
| Neckarstraße 20 (Standort)             | Ida Haas                             | Hier wohnte Ida Haas geb. Hahn Jg. 1887 deportiert 1942 Piaski ermordet | 26.10.2017    |      | |
| Ohlystraße 30 ()                       | Emma Katz                            | Hier wohnte Emma Katz geb. Marx Jg. 1862 Flucht 1939 Holland interniert 1943 Westerbork deportiert Sobibor ermordet 16.7.1943 | 2.6.2011      |      | |
| Ohlystraße 30 ()                       | Minna Katz                           | Hier wohnte Minna Katz Jg. 1885 Flucht 1939 Holland interniert 1943 Westerbork deportiert Sobibor ermordet 16.7.1943 | 2.6.2011      |      | |
| Ohlystraße 30 ()                       | Rosa Nohlen                          | Hier wohnte Rosa Nohlen Jg. 1898 deportiert 1942 Piaski ermordet | 24.10.2019    |      | |
| Ohlystraße 32 ()                       | Gertrud Ulmann                       | Hier wohnte Gertrud Ulmann Jg. 1876 deportiert Theresienstadt tot 21.1.1943 | 5.4.2006      |      | |
| Orangerieallee 9 (Standort)            | Sidonie Landau                       | Hier wohnte Sidonie Landau geb. Landau Jg. 1881 deportiert 1942 Piaski ermordet | 22.4.2016     |      | |
| Orangerieallee 9 (Standort)            | Pauline Landau                       | Hier wohnte Pauline Landau Jg. 1885 deportiert 1942 Piaski ermordet |               |      | |
| Osannstraße 4 ()                       | Efraim Schäfer                       | Hier wohnte Efraim Schäfer Jg. 1887 verhaftet Buchenwald ermordet 25.3.1942 | 3.5.2007      |      | |
| Osannstraße 4 ()                       | Irmgard Schäfer                      | Hier wohnte Irmgard Schäfer Jg. 1923 deportiert Auschwitz ermordet 16.8.1943 | 3.5.2007      |      | |
| Osannstraße 4 ()                       | Margot Schäfer                       | Hier wohnte Margot Schäfer Jg. 1926 deportiert ermordet in Auschwitz | 3.5.2007      |      | |
| Pädagogstraße 2 (Standort)             | Sally Nassauer                       | Hier wohnte Sally Nassauer Jg. 1880 1938 KZ Buchenwald 1940 Gefängnis Darmstadt 'Schutzhaft' 1941 KZ Dachau, KZ Buchenwald 'verlegt' 12.3.1942 Bernburg ermordet 12.3.1942 | 22. Okt. 2024 |      | |
| Pädagogstraße 2 (Standort)             | Klara Nassauer                       | Hier wohnte Klara Nassauer geb. Östreich Jg. 1882 deportiert 1942 Treblinka ermordet | 22. Okt. 2024 |      | |
| Pädagogstraße 2 (Standort)             | Ilse Nassauer                        | Hier wohnte Ilse Nassauer Jg. 1922 deportiert 1942 Ghetto Piaski ermordet | 22. Okt. 2024 |      | |
| Pallaswiesenstraße 43 (Standort)       | Tamara Wasserteil                    | Hier wohnte Tamara Wasserteil geb. Buchsbaum Jg. 1885 ausgewiesen 1939 ermordet 1942 im besetzten Polen | 26.8.2013     |      | |
| Pallaswiesenstraße 43 (Standort)       | Asher Wasserteil                     | Hier wohnte Asher Wasserteil Jg. 1921 Flucht 1939 Palästina überlebt | 26.8.2013     |      | |
| Pallaswiesenstraße 43 (Standort)       | Salo Wasserteil                      | Hier wohnte Salo Wasserteil Jg. 1886 ausgewiesen 1939 ermordet 1942 im besetzten Polen | 26.8.2013     |      | |
| Pallaswiesenstraße 43 (Standort)       | Gella Sprung                         | Hier wohnte Gella Sprung geb. Wasserteil Jg. 1919 Flucht 1935 Österreich/Ungarn Russland/Türkei Palästina überlebt | 26.8.2013     |      | |
| Pankratiusstraße 68 (Standort)         | Hermann Hirsch                       | Hier wohnte Hermann Hirsch Jg. 1858 deportiert 1942 Theresienstadt ermordet 9.2.1943 | 17.5.2017     |      | |
| Pankratiusstraße 68 (Standort)         | Bertha Hirsch                        | Hier wohnte Bertha Hirsch geb. Goldschmidt Jg. 1868 deportiert 1942 Theresienstadt ermordet 16.3.1944 | 17.5.2017     |      | |
| Parcusstraße 8 (Standort)              | Frieda Hebel                         | Hier wohnte Frieda Hebel geb. Cohn Jg. 1904 Flucht 1933 Palästina überlebt | 26. Aug. 2013 |      | [ 17 ] |
| Parcusstraße 8 (Standort)              | Eugen Cohn                           | Hier wohnte Eugen Cohn Jg. 1904 Flucht 1933 Frankreich interniert Gurs deportiert 1943 ermordet in Majdanek | 26. Aug. 2013 |      | [ 17 ] |
| Rheinstraße 7 (Standort)               | Bertha Posner                        | Hier wohnte Bertha Posner geb. Enoch Jg. 1902 Flucht 1939 Dänemark Überlebt | 22. März 2012 |      | |
| Rheinstraße 7 (Standort)               | Moses Samuel Posner                  | Hier wohnte Moses Samuel Posner Jg. 1900 verhaftet 1938 Buchenwald Flucht 1939 Dänemark Überlebt | 22. März 2012 |      | |
| Rheinstraße 24 (Standort)              | Amalie Bodenheimer                   | Hier wohnte Amalie Bodenheimer geb. Feust Jg. 1888 deportiert 1942 Piaski ermordet | 13.9.2018     |      | |
| Rheinstraße 26 (Standort)              | Leo Bodenheimer                      | Hier wohnte Leo Bodenheimer Jg. 1881 ausgewiesen 1942 Richtung Osten ??? | 3.5.2007      |      | |
| Rheinstraße 26 (Standort)              | Regine Bodenheimer                   | Hier wohnte Regine Bodenheimer geb. Bendheim Jg. 1859 deportiert 1943 Theresienstadt tot 27.2.1943 | 3.5.2007      |      | |
| Rheinstraße 26 (Standort)              | Regina Haas                          | Hier wohnte Regina Haas Jg. 1884 ausgewiesen 1942 Richtung Osten ??? | 3.5.2007      |      | |
| Rheinstraße 44 (Standort)              | Luise Fulda                          | Hier wohnte Luise Fulda geb. Weiler Jg. 1867 deportiert 1942 Theresienstadt ermordet 13.10.1942 | 26.10.2017    |      | |
| Rhönring 14 (Standort)                 | Rudolf Engelmann                     | Hier wohnte Rudolf Engelmann Jg. 1872 verhaftet 1943 'Arbeitserziehungslager' Frankfurt-Heddernheim deportiert 1945 Theresienstadt ermordet 25.4.1945 | 14.10.2010    |      | |
| Rhönring 101 (Standort)                | Margarethe Goldstein                 | Hier wohnte Margarethe Goldstein Jg. 1878 deportiert 1942 Piaski ermordet | 17.4.2015     |      | |
| Rhönring 101 (Standort)                | Amalie Goldstein                     | Hier wohnte Amalie Goldstein Jg. 1874 deportiert 1942 Theresienstadt ermordet 29.6.1943 | 14.10.2010    |      | |
| Rhönring 101 (Standort)                | Fanny Goldstein                      | Hier wohnte Fanny Goldstein Jg. 1876 deportiert 1942 Theresienstadt Auschwitz ermordet 16.5.1944 | 14.10.2010    |      | |
| Riedeselstraße 8 (Standort)            | Heinrich Fulda                       | Hier wohnte Dr. Heinrich Fulda Jg. 1860 deportiert 1943 Auschwitz ermordet 1.6.1943 | 15.3.2010     |      | |
| Riedeselstraße 21 (Standort)           | Berta Wurzinger                      | Hier wohnte Berta Wurzinger geb. May Jg. 1870 deportiert 1942 Theresienstadt ermordet 15.11.1942 | 11.4.2005     |      | |
| Riedeselstraße 39 (Standort)           | Walter Behr                          | Hier wohnte Walter Behr Jg. 1922 Flucht 1935 Frankreich interniert deportiert 1942 ermordet in Auschwitz | 2.6.2011      |      | |
| Roquetteweg 28 ()                      | Dr. Richard Oppenheimer              | Hier wohnte Dr. Richard Oppenheimer Jg. 1874 'Schutzhaft' 1938 Buchenwald ermordet 2.12.1938 | 24.10.2019    |      | |
| Roquetteweg 28 ()                      | Anna Oppenheimer                     | Hier wohnte Anna Oppenheimer geb. Homberger Jg. 1882 deportiert 1942 Piaski ermordet | 16.11.2012    |      | |
| Roßdörfer Straße 45 (Standort)         | Rosa Bröning                         | Hier wohnte Rosa Bröning geb. Kaufmann Jg. 1896 verhaftet 1943 Gefängnis Darmstadt deportiert 1943 Auschwitz ermordet 11.8.1943 | 16.11.2012    |      | |
| Roßdörfer Straße 59 (Standort)         | Ferdinand Richard Freudenberger      | Hier wohnte Ferdinand Richard Freudenberger Jg. 1882 verhaftet Dachau tot 11.4.1942 | 18.4.2008     |      | |
| Roßdörfer Straße 59 (Standort)         | Gutta Freudenberger                  | Hier wohnte Gutta Freudenberger geb. Herz Jg. 1889 deportiert 1942 Richtung Osten ??? | 18.4.2008     |      | |
| Saalbaustraße 8–10 (Standort)          | Karoline Weil                        | Hier wohnte Karoline Weil geb. Aron Jg. 1853 deportiert 1942 Theresienstadt ermordet 2.12.1942 | 7.9.2016      |      | |
| Saalbaustraße 8–10 (Standort)          | Henriette Ollendorff                 | Hier wohnte Henriette Ollendorff geb. Weil Jg. 1883 deportiert 1942 Piaski ermordet | 29.5.2014     |      | |
| Saalbaustraße 11 (Standort)            | Georg Rosenthal                      | Hier wohnte Georg Rosenthal Jg. 1888 deportiert 1942 Piaski ermordet | 7.9.2016      |      | |
| Saalbaustraße 11 (Standort)            | Heinz Rosenthal                      | Hier wohnte Heinz Rosenthal Jg. 1922 deportiert 1942 Piaski ermordet | 7.9.2016      |      | |
| Saalbaustraße 11 (Standort)            | Gertrude Rosenthal                   | Hier wohnte Gertrude Rosenthal geb. Singermann Jg. 1898 deportiert 1942 Piaski ermordet | 7.9.2016      |      | |
| Schnittspahnstraße 4 (Standort)        | Dr. Walter Schwarz                   | Hier wohnte Dr. Walter Schwarz Jg. 1904 Berufsverbot 1933 Flucht 1933 Palästina Dr. Michael Evenari überlebt | 15.3.2010     |      | |
| Schuchardstraße 11 (Standort)          | Nathan Arthur Landau                 | Hier wohnte Nathan Arthur Landau Jg. 1900 deportiert 1942 Piaski ermordet | 24. März 2022 |      | |
| Schulstraße 8 (Standort)               | Emma Baumgarten                      | Hier wohnte Emma Baumgarten Jg. 1870 deportiert 1942 Theresienstadt ermordet 12.12.1942 | 22. Okt. 2024 |      | |
| Schulstraße 16 (Standort)              | Moritz Sander                        | Hier wohnte Moritz Sander Jg. 1877 deportiert 1942 Theresienstadt tot an Haftfolgen 13.8.1945 | 22. Okt. 2024 |      | |
| Soderstraße 112 (Standort)             | Dr. Emanuel Culmann                  | Hier wohnte Dr. Emanuel Culmann Jg. 1888 verhaftet 1943 'Arbeitserziehungslager' Frankfurt-Heddernheim ermordet 30.5.1943 | 15.3.2010     |      | |
| Stauffenbergstraße 79 (Standort)       | Georg Levi                           | Hier wohnte Georg Levi Jg. 1856 gedemütigt/entrechtet tot 21.2.1942 Krankenhaus Frankfurt | 26.10.2017    |      | |
| Stauffenbergstraße 79 (Standort)       | Emma Levi                            | Hier wohnte Emma Levi geb. Blum Jg. 1859 deportiert 1943 Theresienstadt ermordet 26.2.1943 | 26.10.2017    |      | |
| Stauffenbergstraße 79 (Standort)       | Margarethe Levi                      | Hier wohnte Margarethe Levi Jg. 1883 gedemütigt/entrechtet Flucht in den Tod 19.11.1938 | 26.10.2017    |      | |
| Stauffenbergstraße 79 (Standort)       | Fanny Fitting                        | Hier wohnte Fanny Fitting geb. Levi Jg. 1882 deportiert 1943 Schicksal unbekannt | 26.10.2017    |      | |
| Stauffenbergstraße 79 (Standort)       | Auguste Schwab                       | Hier wohnte Auguste Schwab Jg. 1858 deportiert 1942 Theresienstadt ermordet 8.1.1943 | 13. Mai 2023  |      | |
| Stauffenbergstraße 81 (Standort)       | Alexander Sander                     | Hier wohnte Alexander Sander Jg. 1857 deportiert 1942 Theresienstadt ermordet 12.10.1942 | 13. Mai 2023  |      | |
| Stiftstraße 7 (Standort)               | Johanna Kleeblatt                    | Hier wohnte Johanna Kleeblatt Jg. 1895 deportiert 1942 Piaski ermordet |               |      | |
| Teichhausstraße 41a (Standort)         | Zipora Knopfmacher                   | Hier wohnte Zipora Knopfmacher Jg. 1866 deportiert 1942 Theresienstadt ermordet 10.1.1943 | 22.4.2016     |      | |
| Viktoriastraße 53 (Standort)           | Maria Helbing                        | Hier wohnte Maria Helbing Jg. 1864 deportiert 1942 Theresienstadt ermordet 13.11.1942 | 16.10.2015    |      | |
| Viktoriastraße 64 (Standort)           | Richard Adler                        | Hier wohnte Richard Adler Jg. 1888 Flucht Frankreich interniert Drancy deportiert 1944 Auschwitz ermordet | 14.10.2010    |      | |
| Viktoriastraße 64 (Standort)           | Irma Adler                           | Hier wohnte Irma Adler geb. Ehrlich Jg. 1898 Flucht 1934 Frankreich interniert Pithiviers deportiert 1943 ermordet in Auschwitz | 26.8.2013     |      | |
| Viktoriastraße 64 (Standort)           | Herbert Adler                        | Hier wohnte Herbert Adler Jg. 1927 Flucht 1934 Frankreich interniert Pithiviers deportiert 1942 Auschwitz ermordet 21.10.1942 | 26.8.2013     |      | |
| Weinbergstraße 25 (Standort)           | Adolf Skurnik                        | Hier wohnte Adolf Skurnik Jg. 1887 Flucht 1933 Frankreich interniert Drancy deportiert 1942 Auschwitz ermordet 16.9.1942 | 2.6.2011      |      | |
| Weyprechtstraße 16 (Standort)          | Ernst Bessunger                      | Hier wohnte Ernst Bessunger Jg. 1881 verhaftet Buchenwald ermordet 3.6.1942 | 15.3.2010     |      | |
| Weyprechtstraße 16 (Standort)          | Anna Bessunger                       | Hier wohnte Anna Bessunger Jg. 1884 Flucht in den Tod 26.3.1940 | 15.3.2010     |      | |
| Weyprechtstraße 16 (Standort)          | Ferdinand Marxsohn                   | Hier wohnte Ferdinand Marxsohn Jg. 1869 deportiert 1942 Theresienstadt ermordet 17.1.1943 | 26.10.2017    |      | |
| Weyprechtstraße 16 (Standort)          | Helene Marxsohn                      | Hier wohnte Helene Marxsohn geb. Hauser Jg. 1900 deportiert 1942 Theresienstadt 1943 Auschwitz ermordet | 26.10.2017    |      | |
| Wilhelminenplatz 4 (Standort)          | Eduard Wolfskehl                     | Hier wohnte Eduard Wolfskehl Jg. 1874 verhaftet 1943 'Arbeitserziehungslager' Frankfurt-Heddernheim ermordet 12.6.1943 | 15.3.2010     |      | |
| Wilhelminenstraße 5 (Standort)         | Dr. Hugo Berger                      | Hier wohnte und praktizierte Dr. Hugo Berger Jg. 1894 'Schutzhaft' 1933 KZ Osthofen Flucht 1934 Palästina | 7. Okt. 2024  |      | |
| Wilhelminenstraße 31 (Standort)        | Leopold Hachenburger                 | Hier wohnte Leopold Hachenburger Jg. 1864 deportiert 1942 Theresienstadt ermordet 5.3.1942 | 29.5.2014     |      | |
| Wilhelminenstraße 31 (Standort)        | Clothilde Hachenburger               | Hier wohnte Clothilde Hachenburger geb. Selz Jg. 1873 deportiert 1942 Theresienstadt ermordet 7.1.1943 | 29.5.2014     |      | |
| Wilhelminenstraße 31 (Standort)        | Julie Rosenthal                      | Hier wohnte Julie Rosenthal geb. Hachenburger Jg. 1897 deportiert 1942 Theresienstadt 1943 Auschwitz ermordet |               |      | |
| Wilhelminenstraße 31 (Standort)        | Else Fanny Hachenburger              | Hier wohnte Else Fanny Hachenburger Jg. 1901 gedemütigt/entrechtet Flucht in den Tod 20.3.1942 | 29.5.2014     |      | |
| Wilhelm-Leuschner-Straße 1 (Standort)  | Anneliese Kirchhausen                | Hier wohnte Anneliese Kirchhausen Jg. 1931 deportiert 1942 Piaski ermordet | 22. März 2012 |      | |
| Wilhelm-Leuschner-Straße 1 (Standort)  | Irene Bodenheimer                    | Hier wohnte Irene Bodenheimer Jg. 1902 deportiert 1942 Piaski ermordet | 22. März 2012 |      | |
| Wilhelm-Leuschner-Straße 40 (Standort) | Max Lorch                            | Hier wohnte Max Lorch Jg. 1883 deportiert 20.3.1942 Richtung Osten ??? | 18.4.2008     |      | |
| Wilhelm-Leuschner-Straße 40 (Standort) | Sigrid Lorch                         | Hier wohnte Sigrid Lorch Jg. 1923 deportiert 20.3.1942 Richtung Osten ??? | 18.4.2008     |      | |
| Wilhelm-Leuschner-Straße 40 (Standort) | Ida Lorch                            | Hier wohnte Ida Lorch geb. Wolf Jg. 1892 deportiert 20.3.1942 Richtung Osten ??? | 18.4.2008     |      | |
| Wilhelm-Leuschner-Straße 47 (Standort) | Friedrich Bachrach                   | Hier wohnte Friedrich Bachrach Jg. 1888 verhaftet Buchenwald tot 14.3.1942 | 18.4.2008     |      | |
| Wilhelm-Leuschner-Straße 47 (Standort) | Adele Bachrach                       | Hier wohnte Adele Bachrach geb. Pelz Jg. 1892 deportiert 27.9.1942 ermordet in Auschwitz | 18.4.2008     |      | |
| Wilhelm-Leuschner-Straße 47 (Standort) | Walter Bachrach                      | Hier wohnte Walter Bachrach Jg. 1924 deportiert 1942 Piaski ermordet | 15.10.2009    |      | |
| Wittmannstraße 42 ()                   | Dr. Emil Siegbert Rose               | Hier wohnte Dr. Emil Siegbert Rose Jg. 1874 deportiert 1942 Theresienstadt ermordet 13.12.1942 | 2.6.2011      |      | |
| Wittmannstraße 42 ()                   | Franziska Julie Rose                 | Hier wohnte Franziska Julie Rose geb. Rose Jg. 1884 deportiert 1942 Theresienstadt ermordet 29.1.1943 Auschwitz | 2.6.2011      |      | |

## Arheilgen
| Adresse                              | Name                       | Inschrift | Verlegedatum | Bild | Anmerkung |
| ------------------------------------ | -------------------------- | --- | ------------ | ---- | --------- |
| Aron-Reinhard-Straße 2 (Standort)    | Aron Reinhardt             | Hier wohnte Aron Reinhardt Jg. 1871 Opfer des Pogroms Flucht in den Tod tot 22.12.1938 |              |      |           |
| Aron-Reinhard-Straße 2 (Standort)    | Johanna Reinhardt          | Hier wohnte Johanna Reinhardt Jg. 1903 Opfer des Pogroms Flucht in den Tod tot 13.11.1938 |              |      |           |
| Darmstädter Straße 3 (Standort)      | Leopold Karlsberg          | Hier wohnte Leopold Karlsberg Jg. 1882 deportiert 1942 Piaski ermordet |              |      |           |
| Darmstädter Straße 3 (Standort)      | Johanna Karlsberg          | Hier wohnte Johanna Karlsberg geb. Barmann verw. Simon Jg. 1885 deportiert 1942 Piaski ermordet |              |      |           |
| Darmstädter Straße 3 (Standort)      | Erna Karlsberg             | Hier wohnte Erna Karlsberg geb. Simon verw. Hirsch Jg. 1916 Flucht 1934 USA |              |      |           |
| Darmstädter Straße 3 (Standort)      | Franziska Martha Karlsberg | Hier wohnte Franziska Martha Karlsberg verh. Kuhn Jg. 1922 Flucht 1938 USA |              |      |           |
| Felchesgasse 2 (Standort)            | Heinrich Wechsler          | Hier wohnte Heinrich Wechsler Jg. 1901 misshandelt von SA tot an Folgen 21.3.1933 |              |      |           |
| Felchesgasse 2 (Standort)            | Auguste Wechsler           | Hier wohnte Auguste Wechsler geb. Simon Jg. 1870 deportiert 27.9.1942 Theresienstadt ermordet 28.10.1942 |              |      |           |
| Frankfurter Landstraße 54 (Standort) | Siegfried Wechsler         | Hier wohnte Siegfried Wechsler Jg. 1893 Flucht Holland interniert Westerbork deportiert 1943 Auschwitz ermordet 30.4.1944 |              |      |           |
| Frankfurter Landstraße 54 (Standort) | Lina Wechsler              | Hier wohnte Lina Wechsler geb. Plaut Jg. 1893 Flucht Holland interniert Westerbork deportiert 1943 Auschwitz ermordet 31.12.1944 |              |      |           |
| Im Ehrlich 102 (Standort)            | Konrad Döbel               | Hier wohnte Konrad Döbel geb. 12.9.1887 Opfer des nationalsozialistischen Unrechts 1933 – 1945 Nürnberger Gesetze 1935 anonym denunziert und verurteilt er hatte Juden unterstützt 1940 Zuchthaus Amberg und Zweibrücken Tod durch Haft und Folter Darmstadt-Arheilgen 30.7.1941 |              |      |           |
| Messeler Straße 7 (Standort)         | Dr. Arthur Goge            | Hier wohnte Dr. Arthur Goge Jg. 1893 Berufsverbot 1933 Flucht 1939 Holland, USA |              |      |           |
| Messeler Straße 7 (Standort)         | Reni Goge                  | Hier wohnte Reni Goge geb. Wolf Jg. 1901 Flucht 1939 Holland, USA |              |      |           |
| Messeler Straße 7 (Standort)         | Vera Goge                  | Hier wohnte Vera Goge verh. Singer Jg. 1931 Flucht 1939 Holland, USA |              |      |           |
| Messeler Straße 7 (Standort)         | Ruth Goge                  | Hier wohnte Ruth Goge verh. Katz Jg. 1933 Flucht 1939 Holland, USA |              |      |           |
| Messeler Straße 11 (Standort)        | Berta Kahn                 | Hier wohnte Berta Kahn geb. Guckenheimer Jg. 1874 deportiert 1942 Theresienstadt ermordet 30.1.1943 |              |      |           |
| Messeler Straße 11 (Standort)        | Betty Kahn                 | Hier wohnte Betty Kahn Jg. 1868 deportiert 1942 Theresienstadt ermordet 18.4.1943 |              |      |           |
| Messeler Straße 30 (Standort)        | Heinrich Orlemann          | Hier wohnte Heinrich Orlemann Jg. 1909 verhaftet 1935 verurteilt §175 Gefängnis Darmstadt entlassen 1939 1941 Sachsenhausen ermordet 11.7.1942 |              |      |           |
| Nach dem Wieschen 9 (Standort)       | Dora Stern                 | Hier wohnte Dora Stern Jg. 1870 Opfer des Pogroms 1938 schwer verletzt durch Steinwurf tot an den Folgen 12.9.1939 |              |      |           |

## Eberstadt
| Adresse                                | Name                 | Inschrift | Verlegedatum | Bild | Anmerkung |
| -------------------------------------- | -------------------- | --- | ------------ | ---- | --------- |
| Eberstädter Kirchstraße 3 (Standort)   | Adolf Kiefer         | Hier wohnte Adolf Kiefer Jg. 1886 'Schutzhaft' 1938 Buchenwald deportiert 1942 Piaski ermordet 1942                              |              |      |           |
| Eberstädter Kirchstraße 3 (Standort)   | Selma Kiefer         | Hier wohnte Selma Kiefer geb. Simon Jg. 1884 deportiert 1942 Piaski ermordet 1942                                                |              |      |           |
| Eberstädter Kirchstraße 3 (Standort)   | Hans Kiefer          | Hier wohnte Hans Kiefer Jg. 1922 unfreiwillig verzogen Frankfurt deportiert Schicksal unbekannt                                  |              |      |           |
| Heidelberger Landstraße 289 (Standort) | Meyer Heyum          | Hier wohnte Meyer Heyum Jg. 1865 deportiert 1942 Theresienstadt ermordet 25.6.1943                                               |              |      |           |
| Heidelberger Landstraße 289 (Standort) | Rosa Heyum           | Hier wohnte Rosa Heyum geb. Wartensleben Jg. 1871 deportiert 1942 Theresienstadt ermordet 17.5.1944 Auschwitz                    |              |      |           |
| Heinrich-Delp-Straße 13 (Standort)     | Lilly Kahn           | Hier wohnte Lilly Kahn geb. Heyum Jg. 1900 unfreiwillig verzogen Frankfurt deportiert 1941 Minsk ermordet                        |              |      |           |
| Heinrich-Delp-Straße 13 (Standort)     | Trude Therese Kahn   | Hier wohnte Trude Therese Kahn Jg. 1924 unfreiwillig verzogen Frankfurt deportiert 1941 Minsk ermordet                           |              |      |           |
| Heinrich-Delp-Straße 197 (Standort)    | Alfred Lowitsch      | Hier wohnte Alfred Lowitsch Jg. 1879 im Widerstand/SPD 'Schutzhaft' 1933 Lichtenberg 1942 Buchenwald ermordet 5.5.1942           |              |      |           |
| Jakobstraße 1 (Standort)               | Therese Bamberger    | Hier wohnte Therese Bamberger Jg. 1858 deportiert 1942 Theresienstadt ermordet 14.10.1942                                        |              |      |           |
| Pfungstädter Straße 19 (Standort)      | Hermann Heyum        | Hier wohnte Hermann Heyum Jg. 1871 deportiert 1942 Theresienstadt ermordet 29.12.1942                                            |              |      |           |
| Pfungstädter Straße 19 (Standort)      | Elise Heyum          | Hier wohnte Elise Heyum Jg. 1908 deportiert 1942 Theresienstadt 1944 Auschwitz ermordet                                          |              |      |           |
| Pfungstädter Straße 19 (Standort)      | Karoline Heyum       | Hier wohnte Karoline Heyum geb. Würzburger Jg. 1873 deportiert 1942 Theresienstadt 1944 Auschwitz ermordet                       |              |      |           |
| Pfungstädter Straße 22 (Standort)      | Ferdinand Reinheimer | Hier wohnte Ferdinand Reinheimer Jg. 1873 tot 24.2.1939                                                                          |              |      |           |
| Pfungstädter Straße 22 (Standort)      | Selma Reinheimer     | Hier wohnte Selma Reinheimer geb. Mannheimer Jg. 1887 deportiert 1942 Piaski ermordet                                            |              |      |           |
| Pfungstädter Straße 23 (Standort)      | Julius Gernsheimer   | Hier wohnte Julius Gernsheimer Jg. 1885 1939 Zwangsarbeit 1941 Dachau Buchenwald 'verlegt' 12.3.1942 Bernburg ermordet 14.4.1942 |              |      |           |
| Pfungstädter Straße 23 (Standort)      | Rosalie Gernsheimer  | Hier wohnte Rosalie Gernsheimer geb. Goldstein Jg. 1889 Flucht 1941 USA                                                          |              |      |           |
| Pfungstädter Straße 31 (Standort)      | Max Reinheimer       | Hier wohnte Max Reinheimer Jg. 1872 deportiert 1942 Theresienstadt ermordet 28.5.1943                                            |              |      |           |
| Pfungstädter Straße 31 (Standort)      | Melly Reinheimer     | Hier wohnte Melly Reinheimer geb. Harris Jg. 1883 deportiert 1942 Theresienstadt 1944 Auschwitz ermordet                         |              |      |           |
| Pfungstädter Straße 33 (Standort)      | Moses Heyum          | Hier wohnte Moses Heyum Jg. 1867 deportiert 1943 Theresienstadt ermordet 17.3.1943                                               |              |      |           |
| Pfungstädter Straße 33 (Standort)      | Elise Heyum          | Hier wohnte Elise Heyum Jg. 1901 deportiert 1942 Schicksal unbekannt                                                             |              |      |           |
| Pfungstädter Straße 33 (Standort)      | Eva Paula Heyum      | Hier wohnte Eva Paula Heyum geb. Metzger Jg. 1876 deportiert 1943 Theresienstadt ermordet 28.2.1942                              |              |      |           |
| Ringstraße 77 (Standort)               | Libmann Goldschmidt  | Hier wohnte Libmann Goldschmidt Jg. 1871 verhaftet 1939 'Rassenschande' ermordet 14.7.1941 Sachsenhausen                         |              |      |           |
| Ringstraße 77 (Standort)               | Bella Goldschmidt    | Hier wohnte Bella Goldschmidt geb. Veit deportiert 1941 Minsk Schicksal unbekannt                                                |              |      |           |
| Schlossstraße 7 (Standort)             | Hella Landau         | Hier wohnte Hella Landau geb. Reinheimer verw. Salomon Jg. 1909 deportiert 1942 Piaski ermordet 1942                             |              |      |           |
| Schlossstraße 7 (Standort)             | Ilse Salomon         | Hier wohnte Ilse Salomon Jg. 1932 deportiert 1942 Piaski ermordet 1942                                                           |              |      |           |
| Schwanenstraße 30 (Standort)           | Bernhard Mannheimer  | Hier wohnte Bernhard Mannheimer Jg. 1861 deportiert 1942 Theresienstadt ermordet 9.1.1943                                        |              |      |           |
| Seeheimer Straße 6 (Standort)          | Johannette Laufer    | Hier wohnte Johannette Laufer geb. Reinheimer Jg. 1876 deportiert 1942 Theresienstadt ermordet 3.11.1942                         |              |      |           |